# Corioliskraft

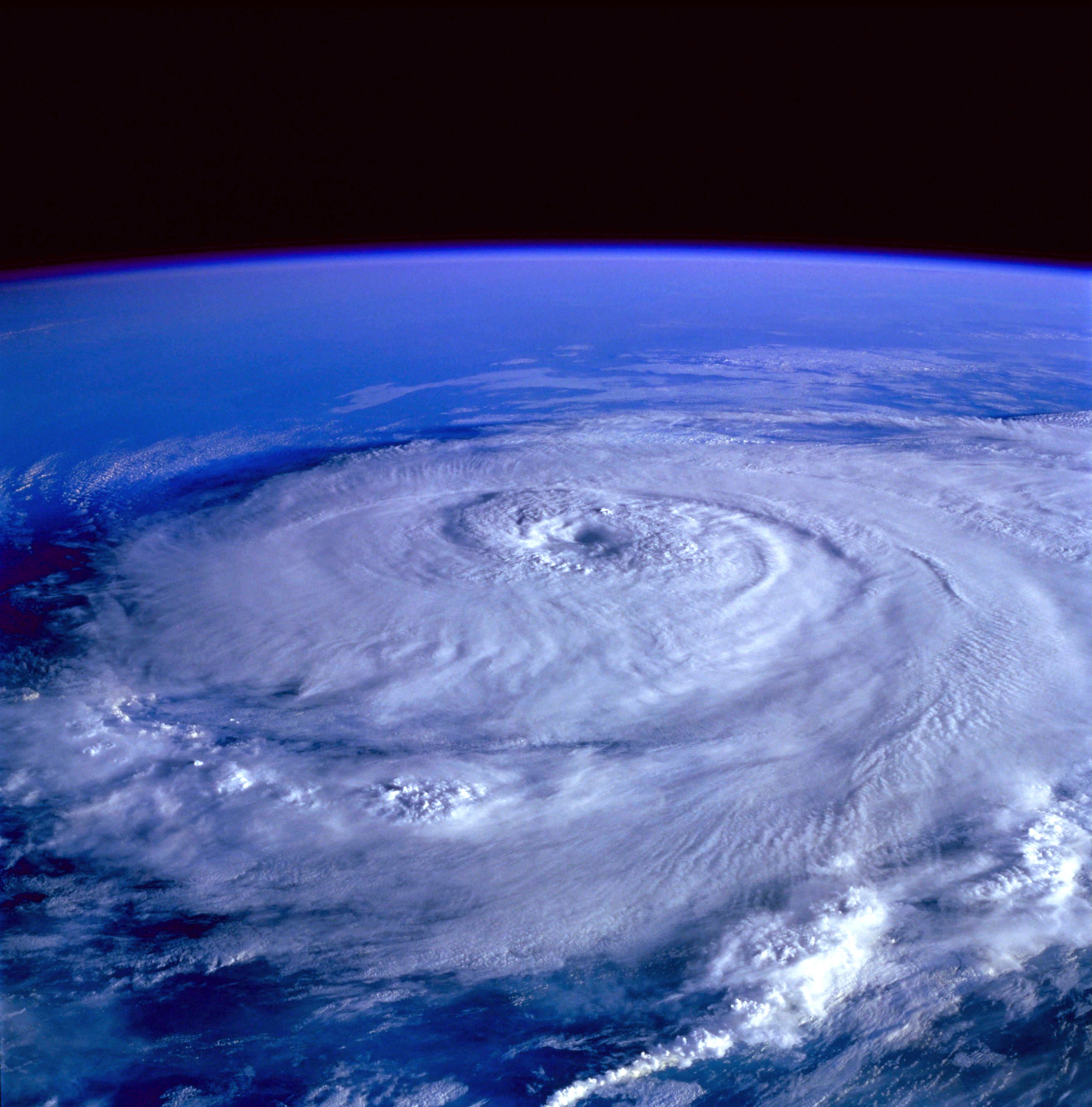
Ein Hurrikan, der unter Beteiligung der Corioliskraft entsteht

Die Corioliskraft ([kɔri'joːliskʁaft] ⓘ, früher auch [kɔrjoˈliːskraft]) ist eine der drei Trägheitskräfte der klassischen Mechanik, die in einem rotierenden Bezugssystem auftreten. Die Auswirkung der Corioliskraft in rotierenden Systemen wird auch als Corioliseffekt bezeichnet. Die Corioliskraft ist eine Scheinkraft und als Teil des Trägheitswiderstands in Bezug auf die äußere Rotationsbewegung zu verstehen. Sie wurde erstmals 1775 von Pierre-Simon Laplace korrekt hergeleitet. Sie wird aber nach Gaspard Gustave de Coriolis benannt, der sie in einer 1835 erschienenen Publikation ausführlich behandelte.
Die Corioliskraft tritt genau dann in Erscheinung, wenn ein Körper sich in einem rotierenden Bezugssystem bewegt und wenn diese Bewegung nicht parallel zur Rotationsachse bzw. zum Vektor der Winkelgeschwindigkeit verläuft. Die beiden anderen Trägheitskräfte im rotierenden Bezugssystem, Zentrifugalkraft und Eulerkraft, wirken auch dann, wenn der Körper im rotierenden Bezugssystem ruht. Die Corioliskraft auf einen Massenpunkt ist proportional zu seiner Masse und zu der Geschwindigkeit, mit der er sich im rotierenden Bezugssystem bewegt, sowie zur Winkelgeschwindigkeit, mit der das Bezugssystem rotiert. Sie steht senkrecht zum momentanen Geschwindigkeitsvektor des Massenpunkts im rotierenden Bezugssystem und bewirkt daher keine Veränderung seines Betrags, sondern bewirkt eine Ablenkung quer zur Bewegungsrichtung. Der Ort des Körpers spielt dagegen keine Rolle, zumal die vektorielle Winkelgeschwindigkeit, auf die es hier allein ankommt, unabhängig von der Lage eines Bezugspunktes oder einer Drehachse ist.
In einem erdfesten Bezugssystem tritt nur die Corioliskraft in Erscheinung. Sie hat maßgeblichen Einfluss auf die großräumigen Strömungsphänomene. Beispiele aus der Meteorologie sind die Drehrichtungen der Windfelder um Hoch- und Tiefdruckgebiete und die Ausbildung globaler Windsysteme wie Passatwinde und Jetstream. In der Ozeanographie beeinflusst die Corioliskraft maßgeblich die Meeresströmungen. Sie lenkt z. B. kalte Strömungen entlang der nord- und südamerikanischen Pazifikküste, was sich auf das dortige Klima auswirkt. Eine nennenswerte Rolle spielt dabei nur die zur Erdoberfläche parallele Komponente der Corioliskraft, weshalb diese in den Geowissenschaften vereinfachend oft als „die Corioliskraft“ bezeichnet wird. Ihre Stärke hängt von der geographischen Breite ab. Sie verschwindet am Äquator und ist am stärksten an den Polen.
Ein bestimmender Einfluss der Erdrotation auf die Drehrichtung kleiner Strudel wie in der Badewanne oder im Spülbecken ist im Alltag nicht nachweisbar. Faktoren wie vorausgegangene Wasserbewegungen sowie Form und Lage von Behälter und Abfluss haben viel stärkere Auswirkungen. Der Nachweis gelingt allerdings in größeren Tanks und unter Ausschluss aller anderen Einflüsse.
In der Technik ist die Corioliskraft, zusätzlich zur Zentrifugalkraft, bei allen Bewegungen zu berücksichtigen, die sich relativ zu einer rotierenden Basis abspielen, z. B. wenn die zwei Teile eines Roboterarms sich gleichzeitig bewegen, oder wenn der Ausleger eines Baukrans schwenkt und gleichzeitig die Laufkatze nach innen oder außen fährt. Das Gleiche gilt auch, wenn man auf dem Teufelsrad gehen will.

## Einführung
Eine Erklärung der Corioliskraft, die mit Alltagsworten und ohne einschlägiges Vorwissen auszukommen versucht, könnte lauten: Nur eine Kraft kann die augenblickliche Geschwindigkeit eines Körpers nach Betrag oder Richtung ändern, denn aus sich selbst heraus „möchte“ er sich immer geradlinig-gleichförmig bewegen. Wenn man nun auf einer Drehscheibe auf einer aufgemalten geraden Linie zum Mittelpunkt gehen möchte, erscheint die Bewegung nur von der Drehscheibe aus gesehen geradlinig, vom festen Boden außerhalb der Drehscheibe aus aber gekrümmt. Diese zweite Beurteilung durch einen nicht bewegten Beobachter ist hier entscheidend. Um also trotzdem auf der Scheibe geradeaus zu gehen, braucht es die für jede gekrümmte Bewegung nötige Kraft von der Seite. Wenn man darauf vorbereitet ist, bringt man diese Kraft auf, so ähnlich, wie wenn man sich gegen einen starken Seitenwind stemmt. Dem Geher kommt es so vor, als ob er diese Kraft gegen etwas aufbringen müsste, das ihn ablenken würde. Dieses Etwas hat den Namen Corioliskraft.
Genauer formuliert: In einem rotierenden Bezugssystem, zum Beispiel in einem, das mit einer sich drehenden Scheibe verbunden ist, kann festgestellt werden, dass sich ein Körper, auf den keine äußere Kraft wirkt, nicht entsprechend dem Trägheitsprinzip gleichförmig geradlinig bewegt, sondern zusätzlich zur Zentrifugalbeschleunigung auch immer senkrecht zur Bewegungsrichtung abgelenkt wird. Seine Bahn ist gekrümmt, er vollführt also eine beschleunigte Bewegung. Der Anteil dieser Beschleunigung, der senkrecht zur Bewegungsrichtung steht und proportional sowohl zur Relativgeschwindigkeit auf der Scheibe und zur Winkelgeschwindigkeit des Bezugssystems ist, wird als Coriolisbeschleunigung bezeichnet und als Wirkung einer entsprechenden Kraft gedeutet, der Corioliskraft. Ebenso stellt man fest, dass eine reale äußere Kraft gleicher Stärke, aber entgegengesetzter Richtung einwirken muss, wenn eine Bewegung relativ zu einem rotierenden Bezugssystem geradlinig sein soll.

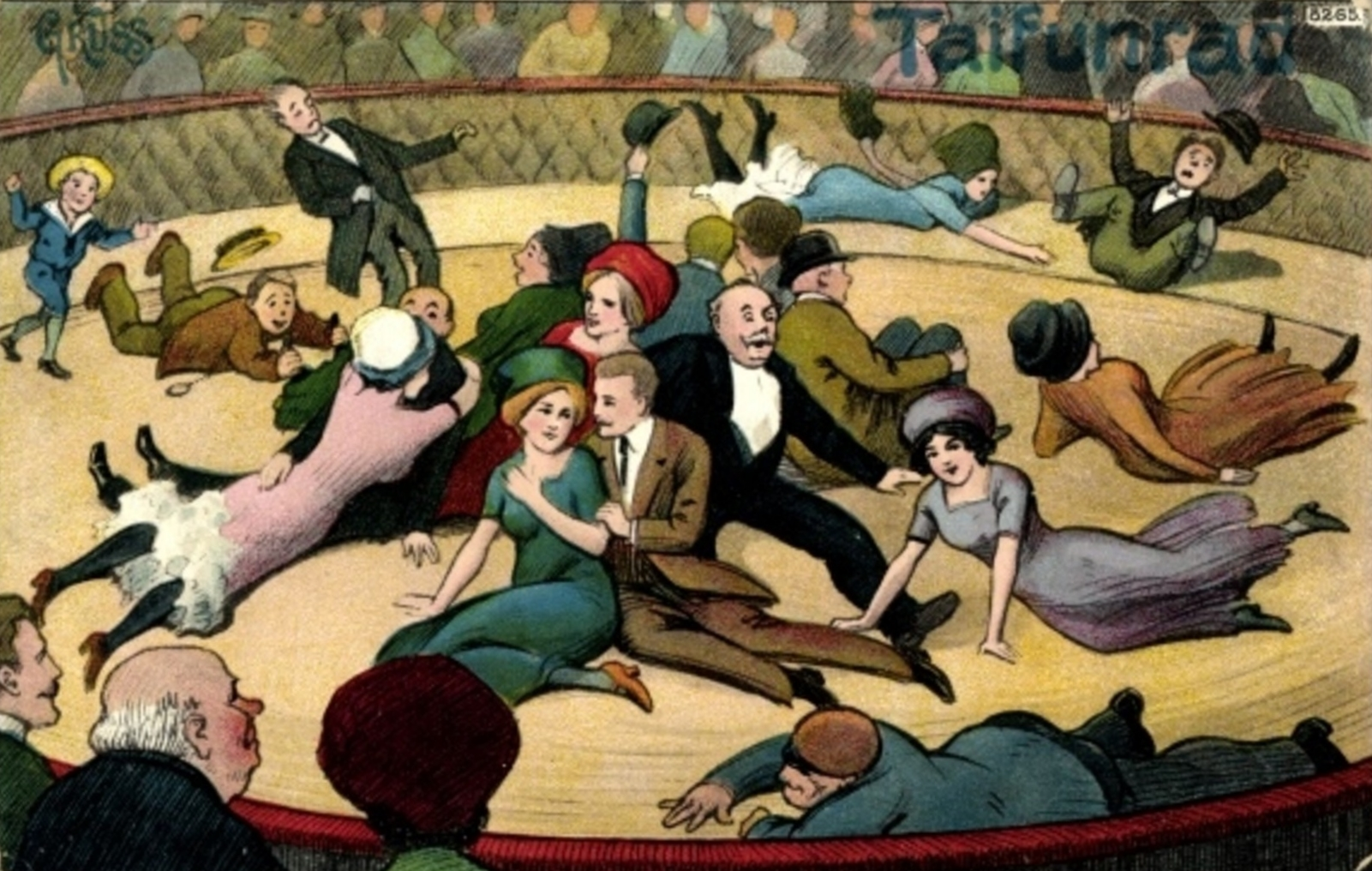
Zentrifugal- und Corioliskraft beeinflussen die Bewegungsabläufe auf dem „Teufelsrad“

Dieser Effekt wird beim sogenannten „Teufelsrad“ auf Jahrmärkten erfahrbar gemacht. Personen sollen auf einer sich drehenden Scheibe gehen, z. B. längs einer aufgemalten geraden Linie radial zum Zentrum. Für diese Bewegung sind Kräfte erforderlich, da sie von außen betrachtet keine geradlinige Bewegung ist. Da die Umlaufgeschwindigkeit der Scheibe auf dem Weg nach innen immer kleiner wird, muss der Geher eine Kraft entgegen der an seinem Ort herrschenden Drehrichtung aufbringen, um seinen Körper entsprechend zu verlangsamen. Eine Kraft gleicher Richtung und Stärke muss er zusätzlich aufbringen, um die Richtung seiner Bewegung entsprechend weiterzudrehen. Da sich in der Summe diese beiden Kräfte und die Corioliskraft genau aufheben, ist die Corioliskraft der Trägheitswiderstand in Bezug auf die vom Läufer aufzubringende Querkraft. Da bei diesen Bedingungen die Zentrifugalkraft und die Corioliskraft senkrecht aufeinander stehen, können sie vom Geher unterschieden werden, selbst wenn die Scheibe keinen Blick nach außen zuließe. Das Auftreten von äußeren Kräften bei einer gleichförmigen Bewegung ist somit der Nachweis, dass man sich nicht in einem Inertialsystem befindet.

Bewegung eines Körpers vom Mittelpunkt einer rotierenden Scheibe ohne Reibung nach außen; oben: Im ruhenden Bezugssystem (Kamera still) bewegt sich der Körper gleichförmig geradlinig; unten: Im mitrotierenden Bezugssystem (Kamera an rotierender Scheibe befestigt) bewegt sich der Körper auf einer spiralförmig gekrümmten Bahn.

In einem bekannten Demonstrationsexperiment zum Corioliseffekt lässt man eine Kugel möglichst reibungsfrei über eine rotierende Scheibe rollen. Von außerhalb der Scheibe aus gesehen rollt die Kugel geradlinig, denn sie bewegt sich auf Grund ihrer Trägheit gleichförmig (in der Animation die gerade gelbe Spur auf der oben abgebildeten Scheibe). Aus Sicht einer scheibenfesten Kamera, erreicht die Kugel nicht wie erwartet den roten Punkt, sondern wird entgegen der Drehrichtung der Scheibe seitlich abgelenkt. Diese Ablenkung ist die Folge der Corioliskraft. Deren Komponente in Umfangsrichtung ist während des Vorgangs konstant, da sich der Radius ebenfalls mit konstanter Geschwindigkeit vergrößert. Die Abweichung vom anvisierten Ziel wächst, auf dem Bogen gemessen (Bogenlänge zwischen der Kugel und dem roten Punkt in der Animation) in Form einer gleichförmig beschleunigten Bewegung.
Bezeichnet man mit {\displaystyle {\vec {\omega }}} die vektorielle Winkelgeschwindigkeit des Bezugssystems, deren Betrag angibt wie schnell das Bezugssystem rotiert, und mit {\displaystyle {\vec {v}}'} die Geschwindigkeit, mit der sich der Körper im Bezugssystem bewegt, dann berechnet sich die Coriolisbeschleunigung {\displaystyle {\vec {a}}_{C}} ganz allgemein nach der Formel
{\displaystyle {\vec {a}}_{\mathrm {C} }=-2\,{\vec {\omega }}\times {\vec {v}}'}.
Der vorliegende Artikel folgt dieser heute in der Physik gebräuchlichen Definition des Vorzeichens. Die Verknüpfung der Größen {\displaystyle {\vec {\omega }}} und {\displaystyle {\vec {v}}'} wird durch das Kreuzprodukt mit dem Symbol {\displaystyle \times } ausgedrückt. Die drei Vektoren {\displaystyle {\vec {\omega }}}, {\displaystyle {\vec {v}}'} und {\displaystyle {\vec {\omega }}\times {\vec {v}}'} bilden dabei ein Rechtssystem. Zu seiner Veranschaulichung kann man die sogenannte „Drei-Finger-Regel“ benutzen.
In Analogie zum zweiten Newtonschen Gesetz wird in der Physik als Ursache dieser Beschleunigung eine dazu proportionale Kraft angenommen, die Corioliskraft, die das Produkt aus der Masse {\displaystyle m} des Körpers und der Coriolisbeschleunigung ist. Da sich aber für diese Kraft keine physikalische Ursache findet und auch kein anderer Körper, auf den sie zurückwirkt, wird sie als fiktive Kraft oder Scheinkraft bezeichnet.
{\displaystyle {\vec {F}}_{\mathrm {C} }=m\,{\vec {a}}_{\mathrm {C} }=-2\,m\,{\vec {\omega }}\times {\vec {v}}'}
Die Richtung des resultierenden Vektors {\displaystyle {\vec {F}}_{\mathrm {C} }} ist sowohl senkrecht zur momentanen Bewegungsrichtung als auch zur Drehachse des Bezugsystems. Die Corioliskraft liegt daher stets in einer Ebene senkrecht zur Drehachse, bei Bewegungen parallel zur Drehachse ist sie Null. Schaut man als mitrotierender Beobachter entgegen der Richtung der Winkelgeschwindigkeit, d. h. senkrecht auf die gegen den Uhrzeigersinn rotierende Ebene, wird der Körper immer nach rechts abgelenkt, gleich, ob er sich auf die Achse zu- oder wegbewegt oder um sie herum.

## Anschauliche Herleitung
Die folgenden Überlegungen, die das Phänomen anhand endlicher Intervalle in Zeit und Raum näherungsweise verständlich machen, ergeben im Grenzfall infinitesimal kleiner Intervalle eine exakte Begründung der Corioliskraft.

### Einfaches Beispiel

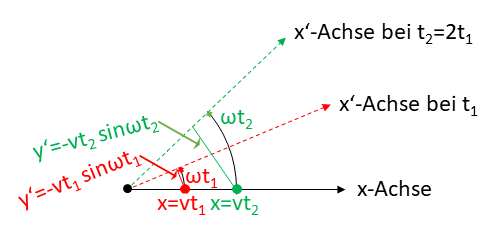
Gleichförmig lineare Bewegung längs der festen x-Achse, vom rotierenden Koordinatensystem aus beobachtet

Die gleichförmig-geradlinige Bewegung eines kräftefreien Körpers wird von einem rotierenden {\displaystyle (x',y')}-Koordinatensystem aus beschrieben. Zur Zeit {\displaystyle t=0} sei der Körper bei {\displaystyle (x',y')=(0,0)}, und die {\displaystyle x'}-Achse liege gerade in seiner Bewegungsrichtung. Zur Zeit {\displaystyle t}, wenn der Körper den Weg {\displaystyle r=v\,t} zurückgelegt hat, hat sich diese Achse um den Winkel {\displaystyle \omega \,t} gedreht, so dass sie nun vom geradeaus fliegenden Körper einen Abstand {\displaystyle y'=r\sin \omega \,t} hat. Für kleine Zeiten gilt {\displaystyle \sin \omega \,t\approx \omega \,t}, also wächst der Abstand quadratisch: {\displaystyle y'\approx v\omega t^{2}}. Vom rotierenden Bezugssystem aus gesehen bewegt der kräftefreie Körper sich demnach gleichförmig beschleunigt senkrecht zur ursprünglichen Bewegungsrichtung nach dem Gesetz {\displaystyle y'={\tfrac {1}{2}}at^{2}}. Die Beschleunigung {\displaystyle a=2v\omega } ist die Coriolisbeschleunigung.
Wenn der Körper sich stattdessen entlang der rotierenden {\displaystyle x'}-Achse bewegen soll, kann er demnach nicht kräftefrei sein, sondern muss durch eine äußere Kraft mit der Stärke {\displaystyle F=2mv\omega } in {\displaystyle y'}-Richtung beschleunigt werden. Die Corioliskraft ist der Trägheitswiderstand gegen diese Beschleunigung.
Diese einfache Herleitung gilt genau genommen nur für die infinitesimale Umgebung des Mittelpunkts, wo die geometrische Beschreibung durch gerade und auf einander senkrecht stehende kurze Strecken im Grenzfall exakt ist. Sie deckt aber auch schon den allgemeinen Fall ab, dass der Körper seine Bewegung gegenüber dem rotierenden Bezugssystem nicht an dessen Ursprung beginnt, sondern an einem beliebigen Anfangspunkt. Man kann die momentane Bewegung des Bezugssystems nämlich genau so gut dadurch beschreiben, dass man diesen Anfangspunkt zum Mittelpunkt der Rotation wählt und zusätzlich eine Translation des Bezugssystems erlaubt. Die Winkelgeschwindigkeit bleibt nach Betrag und Richtung dabei ungeändert, die Relativgeschwindigkeit auch, und damit auch die Corioliskraft.
Für eine explizite Beschreibung der Verhältnisse an beliebigen Startpunkten auf der Drehscheibe siehe die folgenden Abschnitte. Für die weitere Bewegung des Körpers außerhalb der infinitesimalen Nähe des Startpunkts siehe die Herleitung der Spiralbahn im Abschnitt Scheibenexperiment.

### Coriolisbeschleunigung bei radialer Bewegung von der Drehachse weg

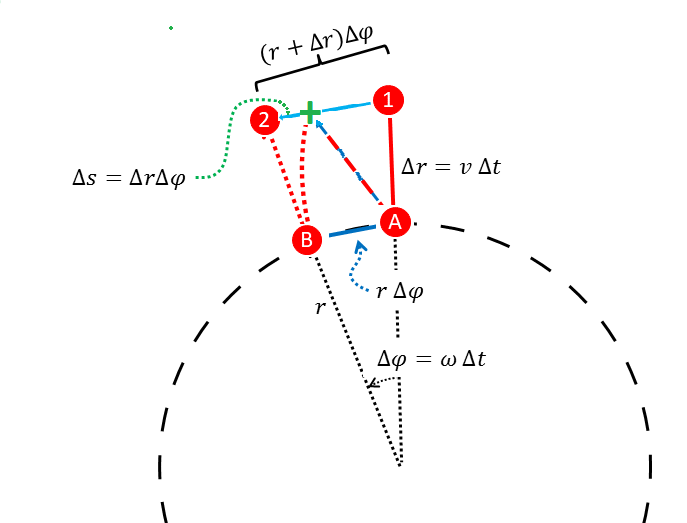
Ablenkung durch die Corioliskraft bei radialer Bewegung

Auf einer Scheibe steht eine Person im Abstand {\displaystyle r} vom Zentrum (roter Punkt A), und weiter außen im Abstand {\displaystyle r+\Delta r} steht ein Pfahl (roter Punkt 1). Die Person wirft einen Körper mit der Geschwindigkeit {\displaystyle v} zum Pfahl. Wenn die Scheibe ruhen würde, würde der Körper längs der roten Linie fliegen und den Pfahl nach der Zeit {\displaystyle \Delta t=\Delta r/v} treffen. Wenn die Person von der Drehung (oder von deren Wirkung auf freie Bewegungen) nichts weiß, wird sie immer diese geradlinige Bewegung in der Richtung erwarten, in der sie den Körper losgeworfen hat.
Während der geworfene Körper in der Luft ist, dreht sich die Scheibe um den Winkel {\displaystyle \Delta \varphi =\omega \,\Delta t}, wobei {\displaystyle \omega } die Winkelgeschwindigkeit ist. Die mitbewegte Person legt dabei auf dem Kreisbogen die Strecke {\displaystyle r\Delta \varphi } zurück (blauer Pfeil) und befindet sich dann am roten Punkt B. Der Pfahl legt auf seinem Kreisbogen eine größere Strecke {\displaystyle (r+\Delta r)\Delta \varphi } zurück, weil er weiter außen steht. Er befindet sich dann am roten Punkt 2. Die Differenz der beiden Strecken von Pfahl und Person ist
{\displaystyle \Delta s=\Delta r\Delta \varphi }.
Der Werfer erwartet den geworfenen Körper an dem Ort, an dem der Pfahl sich jetzt befindet, also am Punkt 2 am Ende der gepunkteten geraden roten Linie. Für ihn ist aber der Körper längs der gebogenen gepunkteten roten Linie im Abstand {\displaystyle \Delta s} am Pfahl vorbeigeflogen.
Das lässt sich von einem „ruhenden“ Beobachter aus, der neben der Drehscheibe steht und keine vom beschleunigten Bezugssystem bedingten Trägheitskräfte zu berücksichtigen hat, so erklären: Der Körper hat sich zunächst mit der werfenden Person auf der rotierenden Scheibe mitbewegt. Er hat also im Moment des Abwurfs eine tangentiale Umlaufgeschwindigkeit {\displaystyle v_{t}=\omega \,r} und erhält senkrecht dazu die radiale Wurfgeschwindigkeit {\displaystyle v} zusätzlich. Nach dem Abwurf bewegt er sich mit der aus {\displaystyle v} und {\displaystyle v_{t}} resultierenden Geschwindigkeit in gerader Linie (rot-blauer Pfeil). In radialer Richtung legt er die Strecke {\displaystyle v\Delta t} zurück, in tangentialer Richtung die Strecke {\displaystyle v_{t}\,\Delta t} und erreicht daher die mit dem grünen Kreuz markierte Stelle. Die Strecke in tangentialer Richtung ist genauso lang wie die Strecke, die die Person währenddessen auf ihrem Kreisbogen zurücklegt, denn {\displaystyle v_{t}\,\Delta t=r\,\omega \Delta t=r\,\Delta \varphi }. Wenn der Körper am grünen Kreuz ankommt, fehlt ihm bis zum Pfahl noch das Wegstück {\displaystyle \Delta s}.
Nun wächst {\displaystyle \Delta s} mit der Zeit quadratisch an, denn es gilt:
{\displaystyle \Delta s=\Delta \varphi \Delta r=\omega \,\Delta t\,v\,\Delta t=\omega \,v\,(\Delta t)^{2}}.
Für die mitrotierende Person sieht das aus wie eine gleichmäßig beschleunigte Bewegung nach dem Weg-Zeit-Gesetz
{\displaystyle \Delta s={\frac {1}{2}}\,a\,(\Delta t)^{2}},
wobei {\displaystyle a} die Beschleunigung ist.
Somit kann die mitrotierende Person die Abweichung des Körpers von der beabsichtigten Richtung durch die Beschleunigung
{\displaystyle a_{C}=2\,w\,v}
erklären. Dies ist die Coriolisbeschleunigung, die in diesem Fall nur tangential gerichtet ist.
Diese Herleitung ist insofern nicht ganz beweiskräftig, als die Stücke auf den Kreisbögen wie Geraden behandelt wurden. Das ist im Grenzfall infinitesimal kleiner Strecken aber exakt. Daher ist die so erhaltene Formel gültig.

### Coriolisbeschleunigung bei Kreisbewegung um die Drehachse herum
Ganz allgemein ist zur Beibehaltung einer Kreisbewegung im Abstand {\displaystyle r} mit der beliebigen Geschwindigkeit {\displaystyle {\tilde {v}}} eine Beschleunigung {\displaystyle {\tilde {a}}_{\text{r}}={\tilde {v}}^{2}/r} in Richtung Mittelpunkt erforderlich.
Wenn ein rotierender Körper im Inertialsystem die Geschwindigkeit {\displaystyle {\tilde {v}}=v} hat, ergibt sich {\displaystyle a_{\text{r}}=v^{2}/r} als die Zentripetalbeschleunigung, die bei allen Kreisbewegungen auftritt und durch die Zentripetalkraft bewirkt wird.
Bewegt sich ein Körper mit der Geschwindigkeit {\displaystyle v'} (Relativgeschwindigkeit) in einem Bezugssystem, das eine Rotationsbewegung mit der Winkelgeschwindigkeit {\displaystyle \omega } ausführt, dann ist die Geschwindigkeit des Körpers vom Inertialsystem aus gesehen die Summe aus der Umlaufgeschwindigkeit {\displaystyle v_{\text{Umlauf}}=\omega \cdot r} und der Relativgeschwindigkeit {\displaystyle v'}:
{\displaystyle v=v_{\text{Umlauf}}+v'}.
Für die Zentripetalbeschleunigung des Körpers folgt daraus:
{\displaystyle a_{\text{r}}={\frac {(v_{\text{Umlauf}}+v')^{2}}{r}}={\frac {v_{\text{Umlauf}}^{2}}{r}}+{\frac {v{'}^{2}}{r}}+2{\frac {v_{\text{Umlauf}}\,v'}{r}}=a_{\text{Zp}}+a'_{r}+2\,\omega \,v'}.
Dies ist die Zentripetalbeschleunigung, die im ruhenden Bezugssystem zur betrachteten Bewegung gehört. Sie setzt sich aus drei Termen zusammen. Der erste ist die Zentripetalbeschleunigung die ein Körper erfährt, der mit dem Bezugssystem verbunden ist. Es folgen die Relativbeschleunigung und ein Term, der der Coriolisbeschleunigung entgegengesetzt ist. Das Beispiel zeigt, dass diese Aufteilung vom gewählten Bezugssystem abhängt, also willkürlich ist.
Aufgelöst nach der Radialbeschleunigung im rotierenden Bezugssystem:
{\displaystyle a'_{\text{r}}=a_{\text{r}}-a_{\text{Zp}}-2\,\omega \,v'=a_{\text{r}}+a_{\text{Zf}}+a_{\text{C}}}.
Der zweite Term ist die Zentrifugalbeschleunigung. Sie ist entgegengesetzt gleich groß wie die Zentripetalbeschleunigung eines Körpers, der mit dem Bezugssystem verbunden ist. Der dritte Term ist die Coriolisbeschleunigung.

### Keine Coriolisbeschleunigung bei Bewegung parallel zur Drehachse
Eine Bewegung eines Körpers parallel zur Rotationsachse ruft keine Corioliskraft hervor, denn zu ihrer Erklärung sind keine zusätzlichen Kräfte nötig. Z. B. sei der Fall betrachtet, dass auf einer waagerechten Drehscheibe in gewissem Abstand vom Mittelpunkt eine senkrechte Kletterstange steht, an der eine Person herabgleitet. Für sie bleibt die Zentrifugalkraft konstant, weil der Abstand von der Drehachse konstant bleibt. Die zur Wahrung des konstanten Abstands nötige Haltekraft, die von der Stange aufgebracht wird, bleibt dann auch konstant. Für einen ruhenden Beobachter ist die Abwärtsbewegung parallel zur Achse überlagert mit einer Kreisbewegung um die Achse, zusammen ist das eine Schraubenbewegung. Die für die Kreisbewegung um die Achse erforderliche Zentripetalkraft wird von der Stange ausgeübt und ist unabhängig von der Höhe und vertikalen Bewegung des Körpers.
Anders scheint es zunächst auszusehen, wenn man auf der Drehscheibe senkrecht in die Höhe hüpft oder einen Gegenstand parallel zur Drehachse hochwirft. Beim Herabfallen wird nämlich nicht der Ausgangspunkt wieder erreicht – weder in Bezug zu der Scheibe noch in Bezug zum festen Erdboden. Aber auch bei dieser Ablenkung tritt keine Corioliskraft in Erscheinung, sondern nur das zeitweise Fehlen der Haltekraft bzw. Zentripetalkraft, die im vorigen Beispiel die ganze Zeit von der Stange ausgeübt wurde. Der Körper wird dann für den rotierenden Beobachter durch die Zentrifugalkraft nach außen beschleunigt, für den ruhenden Beobachter bewegt er sich einfach geradlinig weiter mit seiner anfänglichen Momentangeschwindigkeit. Beide Beschreibungen führen zum selben Ergebnis.

### Unzureichende Herleitung
Des Öfteren (sogar in manchen Lehrbüchern) wird die Corioliskraft allein mit dem Umstand veranschaulicht oder sogar begründet, dass ein Körper auf der Drehscheibe bei zunehmender Entfernung von der Drehachse eine höhere Umfangsgeschwindigkeit erhalten müsse, um sich mit der Scheibe mitzudrehen. Das ist aber keine richtige Begründung, denn sie erklärt nur die halbe Größe der Corioliskraft, wie schon die einfache Berechnung mit den Beträgen der Vektoren zeigt: Wenn der Körper bei einer konstanten radialen Geschwindigkeit {\displaystyle v_{r}} in der Zeit {\displaystyle \Delta t} seinen Abstand um {\displaystyle \Delta r=v_{r}\Delta t} vergrößert, nimmt seine tangentiale Geschwindigkeit um {\displaystyle \Delta v_{t}=\omega \Delta r} zu. Daraus ergibt sich die erforderliche Beschleunigung zu {\displaystyle {\tfrac {\Delta v_{t}}{\Delta t}}={\tfrac {\omega \Delta r}{\Delta t}}=\omega v_{r}}. Das ist nur halb so groß wie die wirkliche Coriolisbeschleunigung.
Der Fehler dieser ungenügenden Herleitung liegt in der inkonsistenten Behandlung der Geschwindigkeit desselben Objekts in zwei Bezugssystemen. Wenn ein Punkt im Raum am Ort {\displaystyle {\vec {r}}} sich im ruhenden Bezugssystem mit der Geschwindigkeit {\displaystyle {\vec {v}}} bewegt, z. B. längs der x-Achse, dann ist er im rotierenden Bezugssystem auch am Ort {\displaystyle {\vec {r}}} (der Vektor hat nur andere Komponenten, damit er denselben Ort bezeichnet). Doch ist seine im rotierenden Bezugssystem zu beobachtende Geschwindigkeit {\displaystyle {\vec {v}}'} nicht gleich {\displaystyle {\vec {v}}}, sondern {\displaystyle {\vec {v}}'={\vec {v}}-{\vec {\omega }}\times {\vec {r}}}, damit er auf der x-Achse bleibt, die sich selber (entgegen der Rotationsrichtung) im rotierenden Bezugssystem bewegt.
Für die Rechnung ist die Vorschrift maßgeblich, wie die zeitliche Ableitung einer Variablen relativ zu den Achsen eines rotierenden Bezugssystems zu bilden ist. Wie in der Herleitung dieser Vorschrift ersichtlich, ist für das Ableiten die Produktregel der Differentialrechnung anzuwenden, aus der sich ein zusätzlicher Summand für die zeitliche Ableitung der bewegten Basisvektoren des rotierenden Koordinatensystems ergibt. Da die Beschleunigung sich durch zweimaliges Differenzieren des Orts ergibt, ist die Produktregel zweimal anzuwenden. Der Fehler in der obigen Begründung der Corioliskraft besteht darin, dass nur die erste Ableitung richtig durchgeführt wird, bei der zweiten aber die Bewegung des Koordinatensystems unbeachtet bleibt. In Formeln lautet die Vorschrift fürs Ableiten (wobei {\displaystyle \bullet } für einen beliebigen Vektor steht):
{\displaystyle {\frac {\mathrm {d} \bullet }{\mathrm {d} t}}={\frac {\mathrm {d} '\bullet }{\mathrm {d} t}}+{\vec {\omega }}\times \bullet }.
Links steht, wie schnell sich der Vektor {\displaystyle \bullet } im ruhenden System ändert, rechts im ersten Term, wie diese Änderung im rotierenden System wahrgenommen wird.
Setzt man für die Leerstelle {\displaystyle \bullet } den Ort {\displaystyle {\vec {r}}(t)\ [={\vec {r}}'(t)]} ein, ergibt die Formel richtig (denn {\displaystyle {\tfrac {\mathrm {d} '{\vec {r}}}{\mathrm {d} t}}={\vec {v}}'})
{\displaystyle {\vec {v}}={\vec {v}}'+{\vec {\omega }}\times {\vec {r}}'}.
Leitet man diese Gleichung so, wie sie da steht, noch einmal nach der Zeit ab (für konstantes {\displaystyle v'} und {\displaystyle {\vec {\omega }}}), ohne zu berücksichtigen, dass die besondere Vorschrift bei rotierenden Systemen erneut anzuwenden ist, erhält man für die Beschleunigung (falsch)
{\displaystyle {\frac {\mathrm {d} {\vec {v}}}{\mathrm {d} t}}={\vec {\omega }}\times {\frac {\mathrm {d} {\vec {r}}'}{\mathrm {d} t}}={\vec {\omega }}\times {\vec {v}}'}.
Das ist nur die halbe Coriolisbeschleunigung.
Nur wenn man die Ableitung von {\displaystyle {\vec {v}}} richtig so bildet, indem man {\displaystyle {\vec {v}}} erneut in die Operatorgleichung einsetzt, erhält man den Zusatzterm mit dem Kreuzprodukt ein zweites Mal:
{\displaystyle {\frac {\mathrm {d} {\vec {v}}}{\mathrm {d} t}}\,=\,{\frac {\mathrm {d} }{\mathrm {d} t}}\left({\vec {v}}'\,+\,{\vec {\omega }}\times {\vec {r}}'\right)\,=\underbrace {\frac {\mathrm {d} {\vec {v}}'}{\mathrm {d} t}} _{{\vec {a}}\,'+\,{\vec {\omega }}\times {\vec {v}}\,'}\,+\,{\vec {\omega }}\times \underbrace {\left({\frac {\mathrm {d} {\vec {r}}\,'}{\mathrm {d} t}}\right)} _{{\vec {v}}\,'+\,{\vec {\omega }}\times {\vec {r}}\,'}}
(Der zweite Summand ergibt nach dem Ausmultiplizieren zusätzlich auch die Zentrifugalbeschleunigung {\displaystyle {\vec {\omega }}\times ({\vec {\omega }}\times {\vec {r}}')}.)

## Herleitung aus den kinematischen Grundgleichungen

### Herleitung durch Transformation aus einem Inertialsystem
Für die Herleitung der Corioliskraft im Rahmen der Newtonschen Mechanik betrachte man ein Bezugssystem {\displaystyle K'}, das sich in einem Inertialsystem {\displaystyle K} befindet und mit der konstanten Winkelgeschwindigkeit {\displaystyle {\vec {\omega }}} rotiert. Der Koordinatenursprung des Systems {\displaystyle K'} sei fest im Inertialsystem verankert, außer der Rotation trete also keine Relativbewegung auf.
Gemäß dem Zweiten Newtonschen Gesetz ist das Produkt aus Masse {\displaystyle m} und Beschleunigung {\displaystyle {\vec {a}}} im Inertialsystem gleich der äußeren Kraft {\displaystyle {\vec {F}}} :
{\displaystyle m{\vec {a}}={\vec {F}}}
Möchte man eine analoge Gleichung in einem rotierenden Bezugssystem aufstellen, müssen die Bewegungsgrößen im Inertialsystem durch Größen, wie sie im rotierenden Bezugssystem {\displaystyle K'} zu beobachten sind, ausgedrückt werden. Diese sind der Ortsvektor {\displaystyle {\vec {r}}'}, die Relativgeschwindigkeit {\displaystyle {\vec {v}}'} und die Relativbeschleunigung {\displaystyle {\vec {a}}'}. Die Geschwindigkeit {\displaystyle {\vec {v}}} im Inertialsystem setzt sich aus der Relativgeschwindigkeit und der Umlaufgeschwindigkeit {\displaystyle {\vec {\omega }}\times {\vec {r}}'} aus der Rotationsbewegung zusammen. Dies ergibt sich aus der zeitlichen Ableitung des Ortsvektors {\displaystyle {\vec {r}}={\vec {r}}'}, daher gilt:
{\displaystyle {\vec {v}}={\frac {\mathrm {d} {\vec {r}}}{\mathrm {d} t}}={\vec {v}}'+{\vec {\omega }}\times {\vec {r}}'\,.}
Da allgemein für die vollständige Ableitung eines Vektors {\displaystyle {\vec {x}}'} in K' gilt (Herleitung im Artikel Beschleunigtes Bezugssystem):
{\displaystyle {\frac {\mathrm {d} }{\mathrm {d} t}}{\vec {x}}'={\frac {\mathrm {d'} }{\mathrm {d} t}}{\vec {x}}'+{\vec {\omega }}\times {\vec {x}}'},
ergibt sich die Beschleunigung {\displaystyle {\vec {a}}} im Inertialsystem in gleicher Weise als zeitliche Ableitung der Geschwindigkeit {\displaystyle {\vec {v}}}.
{\displaystyle {\vec {a}}=\underbrace {{\vec {a}}'+{\vec {\omega }}\times {\vec {v}}'} +\underbrace {{\vec {\omega }}\times ({\vec {v}}'+{\vec {\omega }}\times {\vec {r}}')} }
Die Terme über den geschweiften Klammern sind die Ableitungen der beiden Summanden Relativgeschwindigkeit und Umlaufgeschwindigkeit. Ausmultiplizieren, Zusammenfassen und Auflösen nach der Relativbeschleunigung im rotierenden System {\displaystyle {\vec {a}}'} ergibt:
{\displaystyle {\vec {a}}'={\vec {a}}-{\vec {\omega }}\times ({\vec {\omega }}\times {\vec {r}}')-2{\vec {\omega }}\times {\vec {v}}'\,.}
Multipliziert man die Gleichung mit der Masse und setzt gemäß dem zweiten Newtonschen Gesetz {\displaystyle m{\vec {a}}} gleich der äußeren Kraft {\displaystyle {\vec {F}}}, erhält man die Bewegungsgleichung im rotierenden Bezugssystem:
{\displaystyle m{\vec {a}}'={\vec {F}}-m{\vec {\omega }}\times ({\vec {\omega }}\times {\vec {r}}')-2m{\vec {\omega }}\times {\vec {v}}'\,.}
In dieser Gleichung finden sich die äußere Kraft, die Zentrifugalkraft und als letzter Term die Corioliskraft {\displaystyle {\vec {F}}_{\mathrm {C} }} wieder:
{\displaystyle {\vec {F}}_{\mathrm {C} }=-2m\,{\vec {\omega }}\times {\vec {v}}'}
Fasst man die äußere Kraft und die Trägheitskräfte zu der im rotierenden Bezugssystem wirksamen Kraft {\displaystyle {\vec {F}}\,'} zusammen, sind in der Bewegungsgleichung formal äußere Kraft und Trägheitskräfte nicht mehr unterscheidbar:
{\displaystyle m{\vec {a}}'={\vec {F}}\,'}
Die Herleitung im mit konstanter Winkelgeschwindigkeit rotierenden Bezugssystem dient der Vereinfachung. Das Ergebnis ist aber ohne Einschränkung sowohl für die Zentrifugalkraft als auch für die Corioliskraft auf das beschleunigte Bezugssystem übertragbar.

### Herleitung mit dem Lagrange-Formalismus
Im Lagrange-Formalismus ist die Lagrangefunktion {\displaystyle L} die Differenz aus kinetischer Energie und potentieller Energie. Unter Vernachlässigung eines Potentials ist
{\displaystyle L={\tfrac {1}{2}}m{\vec {v}}^{2}={\tfrac {1}{2}}m({\vec {v}}'+{\vec {\omega }}\times {\vec {r}}')^{2}\,.}
Nach den Euler-Lagrange-Gleichungen ist
{\displaystyle {\frac {\mathrm {d} }{\mathrm {d} t}}{\frac {\partial L}{\partial {\vec {v}}}}-{\frac {\partial L}{\partial {\vec {r}}}}=0\,.}
Da die Euler-Lagrange-Gleichungen invariant unter einer Koordinatentransformation sind, ist irrelevant, ob nach den Größen im bewegten Bezugssystem {\displaystyle K'} oder nach den Größen im Inertialsystem {\displaystyle K} abgeleitet wird. Es folgt also im bewegten Bezugssystem für die beiden Terme
{\displaystyle {\frac {\mathrm {d} }{\mathrm {d} t}}{\frac {\partial L}{\partial {\vec {v}}'}}={\frac {\mathrm {d} }{\mathrm {d} t}}m({\vec {v}}'+{\vec {\omega }}\times {\vec {r}}')=m{\vec {a}}'+m{\dot {\vec {\omega }}}\times {\vec {r}}'+m{\vec {\omega }}\times {\vec {v}}'}
und
{\displaystyle {\frac {\partial L}{\partial {\vec {r}}'}}=m{\vec {v}}'\times {\vec {\omega }}+m({\vec {\omega }}\times {\vec {r}}')\times {\vec {\omega }}\,.}
In die Euler-Lagrange-Gleichung eingesetzt und umgestellt nach {\displaystyle m{\vec {a}}'} ist
{\displaystyle m{\vec {a}}'=-m{\dot {\vec {\omega }}}\times {\vec {r}}'-m{\vec {\omega }}\times ({\vec {\omega }}\times {\vec {r}}')-2m{\vec {\omega }}\times {\vec {v}}'}
die Auflistung aller Kräfte im rotierenden Bezugssystem, die zusätzlich zu den durch das Potential bereits im Inertialsystem bewirkten Kräften auftreten.
Wie in der kinematischen Herleitung ist der erste Term die Eulerkraft, der zweite die Zentrifugalkraft und der letzte Term die Corioliskraft, {\displaystyle {\vec {F}}_{\mathrm {C} }=-2m{\vec {\omega }}\times {\vec {v}}'}. Die Gleichung zeigt, dass die Eulerkraft und die Zentrifugalkraft im rotierenden System nur vom Ort des Körpers abhängen, der durch den Ortsvektor {\displaystyle {\vec {r}}'} angegeben wird, gleich ob der Körper ruht oder sich bewegt. Die Corioliskraft hingegen wirkt nur auf sich bewegende Körper (Geschwindigkeitsvektor {\displaystyle {\vec {v}}'}) und ist vom Ort unabhängig, die Ablenkung erfolgt auf jedem Ort des rotierenden Systems in gleicher Weise.
Da die Corioliskraft die Bedingung für actio und reactio nicht erfüllt und nur im rotierenden Bezugssystem angenommen werden muss, wird sie als eine Trägheitskraft bezeichnet. Formal gilt die Newtonsche Bewegungsgleichung {\displaystyle m{\vec {a}}={\vec {F}}} also auch im rotierenden Bezugssystem, wenn Scheinkräfte berücksichtigt werden. Im Gegensatz zur Zentrifugalkraft besteht die Wirkung der Corioliskraft dahingehend, dass der bewegte Körper tendenziell zum Ausgangspunkt der Bewegung zurückgebracht wird.
Da die Corioliskraft immer senkrecht zur Bewegungsrichtung des Körpers steht, verrichtet sie an dem Körper keine Arbeit.

## Spezialfälle
Die folgenden Spezialfälle gehen von einer konstanten Winkelgeschwindigkeit ({\displaystyle {\dot {\vec {\omega }}}={\vec {0}}}) aus. In der zuvor hergeleiteten Bewegungsgleichung müssen noch die äußere Kraft, die Zentrifugalkraft und die Corioliskraft berücksichtigt werden.
{\displaystyle m{\vec {a}}'={\vec {F}}-m{\vec {\omega }}\times ({\vec {\omega }}\times {\vec {r}}')-2m{\vec {\omega }}\times {\vec {v}}'}

### Trägheitskreis bei alleiniger Wirkung der Corioliskraft

Gleichgewicht von Schwerebeschleunigung und Zentrifugalbeschleunigung auf einer rotierenden, parabolisch geformten Scheibe

Wenn die Zentrifugalkraft {\displaystyle -m{\vec {\omega }}\times ({\vec {\omega }}\times {\vec {r}}')} dauernd durch eine äußere Kraft kompensiert wird, vereinfacht sich die Bewegungsgleichung zu:
{\displaystyle {\vec {a}}'=-2{\vec {\omega }}\times {\vec {v}}'}
Betrachtet man nur die Komponente {\displaystyle v_{r}} der Relativgeschwindigkeit senkrecht zur Drehachse, ergibt sich im rotierenden Bezugssystem eine gleichförmige Kreisbewegung, entgegengesetzt zur Drehung des Bezugssystems mit der Winkelgeschwindigkeit {\displaystyle 2\omega }. Die Coriolisbeschleunigung {\displaystyle a_{r}} ist die zugehörige Radialbeschleunigung. Der Radius {\displaystyle r^{*}} des Kreises, der als Trägheitskreis bezeichnet wird, folgt aus der Gleichsetzung:
{\displaystyle a_{r}={\frac {v_{r}^{2}}{r^{*}}}=2\omega v_{r}}
zu
{\displaystyle r^{*}={\frac {v_{r}}{2\omega }}}.
Diese Bedingungen sind auf der Erde näherungsweise gegeben, da die Resultierende aus Zentrifugalkraft und Gravitationskraft senkrecht zur Erdoberfläche gerichtet ist. Trägheitskreise können daher bei Luft- und Meeresströmungen auftreten. Für Luftströmungen, bei denen die Kraft aus dem Druckgradienten und die Reibungskraft im Gleichgewicht stehen, ist {\displaystyle r^{*}} der lokale Krümmungsradius eines Windpartikels.
Im kleinen Maßstab kann die Zentrifugalkraft auch in einem rotierenden Paraboloid kompensiert werden, wie das folgende Beispiel zeigt.
Demonstrationsexperiment
| links: Elliptische Bewegung von außen betrachtet. | rechts: Kreisförmige Bewegung gegen den Drehsinn der Schale im rotierenden System. |

Objekt, das sich reibungsfrei über die Oberfläche eines Paraboloids bewegt. Blick von oben auf das Paraboloid.

Für eine Demonstration des Trägheitskreises stellt man eine gekrümmte Fläche in Form eines Rotationsparaboloids her, indem man in einer rotierenden Schale eine Flüssigkeit erstarren lässt. Die Oberfläche ist dann die gesuchte Äquipotentialfläche für die Summe aus Gravitation und Zentrifugalpotential, wenn man die Schale mit der beim Erstarren gewählten Rotationsgeschwindigkeit rotieren lässt. Im ruhenden Bezugssystem beschreibt ein Körper auf dieser Fläche aufgrund der Schwerkraft eine Ellipse oder, wenn er anfangs in Ruhe war, eine harmonische Schwingung durch den Mittelpunkt.
Rotiert die Schale gerade mit der beim Erstarren herrschenden Winkelgeschwindigkeit, dann bleibt ein mitrotierender Körper an seinem Ort auf der Fläche, da im Bezugssystem der Schale die oberflächenparallele Komponente {\displaystyle a_{\text{z(par)}}} der Zentrifugalbeschleunigung {\displaystyle a_{z}} die zum Zentrum wirkende Komponente der Schwerebeschleunigung {\displaystyle g_{\text{par}}} ausgleicht. Bewegt sich nun der Körper auf der rotierenden Schale, wird er einen Trägheitskreis („Inertial-Kreis“) beschreiben, der ausschließlich durch die Corioliskraft verursacht wird. Sein Umlaufsinn ist der Drehbewegung der Schale entgegengesetzt, und die Winkelgeschwindigkeit der Kreisbewegung ist doppelt so groß wie die des rotierenden Bezugssystems. Vom ruhenden Bezugssystem aus gesehen erscheint dieser Trägheitskreis wie die oben erwähnte elliptische Schwingung um den Mittelpunkt der Fläche.

### Körper frei von äußeren Kräften auf der Drehscheibe
Das Experiment entspricht dem oben dargestellten Einfachen Beispiel. Vom Mittelpunkt startet ein Körper mit der Geschwindigkeit {\displaystyle {\vec {v}}} auf der Scheibe. Von der Scheibe soll er keine horizontalen Kräfte erfahren, etwa wie bei einem geworfenen Ball. Der Körper bewegt sich daher von außen betrachtet mit der konstanten (Horizontal-)Geschwindigkeit {\displaystyle {\vec {v}}}. Die Relativgeschwindigkeit bezüglich der Scheibe ist dann die Differenz zwischen der Geschwindigkeit {\displaystyle {\vec {v}}} und der Umlaufgeschwindigkeit der Scheibe am betreffenden Punkt {\displaystyle {\vec {r}}={\vec {r}}'}:
{\displaystyle {\vec {v}}'={\vec {v}}-{\vec {\omega }}\times {\vec {r}}}.
Die beiden Terme auf der rechten Seite sind orthogonal, denn wegen des Starts am Mittelpunkt sind {\displaystyle {\vec {v}}} und {\displaystyle {\vec {r}}} parallel. Daher ist der erste die radiale Komponente der Relativgeschwindigkeit ({\displaystyle {\vec {v}}'_{r}}), der zweite die tangentiale Komponente ({\displaystyle {\vec {v}}'_{t}}):
{\displaystyle {\vec {v}}'_{r}={\vec {v}}\quad ,\qquad {\vec {v}}'_{t}=-{\vec {\omega }}\times {\vec {r}}'}.
Die nach innen gerichtete Corioliskraft {\displaystyle {\vec {F}}_{\mathrm {C,r} }} auf Grund der tangentialen Geschwindigkeit {\displaystyle v'_{t}} ist doppelt so groß wie die nach außen gerichtete Zentrifugalkraft.
{\displaystyle {\vec {F}}_{\mathrm {C,r} }=-2m\,{\vec {\omega }}\times {\vec {v}}'_{t}=2m\,{\vec {\omega }}\times ({\vec {\omega }}\times {\vec {r}}')}
Beide radial gerichteten Scheinkräfte addieren sich zur Kraft {\displaystyle {\vec {F}}_{r}} zum Mittelpunkt:
{\displaystyle {\vec {F}}_{\mathrm {r} }=m{\vec {\omega }}\times ({\vec {\omega }}\times {\vec {r}}')}
Die Bewegungsgleichung im rotierenden Bezugssystem vereinfacht sich damit zu:
{\displaystyle m{\vec {a}}'={\vec {F}}_{\mathrm {r} }-2m{\vec {\omega }}\times {\vec {v}}'_{r}\,.}
Der erste Term führt zu einer gleichförmigen Kreisbewegung im rotierenden Bezugssystem, da {\displaystyle {\vec {F}}_{\mathrm {r} }} genauso groß ist wie diejenige Kraft, die benötigt würde, wenn der Körper mit der Scheibe fest verbunden wäre. Der zweite Term ist die Corioliskraft auf Grund der radialen Geschwindigkeit deren Betrag konstant ist und mit dem Betrag der Geschwindigkeit im Inertialsystem übereinstimmt. Sie beinhaltet einerseits die Beschleunigung, die zur Steigerung der Umfangsgeschwindigkeit erforderlich ist, andererseits die Beschleunigung, die für die konstante Richtung der Geschwindigkeit im Inertialsystem sorgt. Die Überlagerung der Kreisbewegung mit einer konstanten Radiusvergrößerung ergibt eine Archimedische Spirale.
Da der Vektor der Winkelgeschwindigkeit senkrecht zur Scheibe steht, kann mit den Beträgen der Vektoren gerechnet werden. Die seitliche Abweichung {\displaystyle d} an der Stelle mit dem Radius {\displaystyle r} berechnet sich mit der Coriolisbeschleunigung {\displaystyle 2\omega \cdot v'_{r}=2\omega \cdot v} zu:
{\displaystyle d=\omega \cdot v\cdot t^{2}=\omega \,t\cdot v\cdot t=\alpha \cdot r}.
Da sich der Körper auf der Scheibe nach der Zeit {\displaystyle t} im Abstand {\displaystyle r} vom Mittelpunkt befindet und sich die Scheibe um den Winkel {\displaystyle \alpha } gedreht hat, ist die seitliche Abweichung somit gleich der dazu gehörenden Bogenlänge. Soll ein mit der Scheibe verbundener Punkt erreicht werden, muss also mit dem gleichen Winkel vorgehalten werden.
Unabhängig von der Zeit ist die geometrische Bahn gegeben in Polarkoordinaten:
{\displaystyle \alpha ={\frac {\omega }{v}}\cdot r} .

### Teufelsrad
Bei einer gleichförmigen Bewegung auf einer Drehscheibe ist die Relativbeschleunigung Null.
{\displaystyle {\vec {F}}-m{\vec {\omega }}\times ({\vec {\omega }}\times {\vec {r}}')-2m{\vec {\omega }}\times {\vec {v}}'={\vec {0}}}.
Diese Gleichung beschreibt das „dynamische Gleichgewicht“ zwischen der äußeren Kraft und den beiden Trägheitskräften Zentrifugalkraft und Corioliskraft. Beim Versuch, sich radial auf das Zentrum der Scheibe zuzubewegen, stehen Zentrifugalkraft und Corioliskraft senkrecht aufeinander und könnten daher unterschieden werden. (Lässt man sich aus der radialen Richtung ablenken, bekommt auch die Corioliskraft eine radiale Komponente, die sich zur Zentrifugalkraft addiert.) Neben dem Spaßfaktor werden so auch Erfahrungen mit der Trägheit vermittelt.
Dieses Gleichgewicht zwischen der äußeren Kraft senkrecht zur Bewegungsrichtung und der Corioliskraft tritt auch bei Luftströmungen beim geostrophischen Wind auf. Die äußere Kraft ist dort die Kraft aus dem Druckgradient. In der Technik tritt dieser Effekt z. B. beim Kran auf, wenn sich dieser dreht und gleichzeitig die Laufkatze in Bewegung ist. Quer zur Laufkatzenbewegung wirkt eine äußere Kraft. Deren Trägheitswiderstand ist die Corioliskraft.

## Koordinatensysteme
Die Coriolisbeschleunigung {\displaystyle {\vec {a}}_{\mathrm {C} }} erfährt ein Körper, der sich in einem rotierenden Bezugssystem bewegt. Dafür gilt allgemein die Formel: {\displaystyle {\vec {a}}_{\mathrm {C} }=-2\,{\vec {\omega }}\times {\vec {v}}'}. In einigen typischen Koordinatendarstellungen bei rotierenden Systemen stellen sich die Formeln so dar:
| Zylinderkoordinaten | Kugelkoordinaten | geografische Koordinaten |
| --- | --- | --- |
| {\displaystyle {\begin{pmatrix}a_{\mathrm {C} ,r}\\a_{\mathrm {C} ,t}\\a_{\mathrm {C} ,z}\end{pmatrix}}=-2\,\omega {\begin{pmatrix}-\,v_{t}\\v_{r}\\0\end{pmatrix}}} | {\displaystyle {\begin{pmatrix}a_{\mathrm {C} ,r}\\a_{\mathrm {C} ,\theta }\\a_{\mathrm {C} ,\varphi }\end{pmatrix}}=-2\,\omega {\begin{pmatrix}-\,v_{\varphi }\sin \theta \\-v_{\varphi }\cos \theta \\v_{r}\sin \theta +v_{\theta }\cos \theta \end{pmatrix}}} | {\displaystyle {\begin{pmatrix}a_{\mathrm {C} ,h}\\a_{\mathrm {C} ,\varphi }\\a_{\mathrm {C} ,\lambda }\end{pmatrix}}=-2\,\omega {\begin{pmatrix}-\,v_{\lambda }\cos \varphi \\-v_{\lambda }\sin \varphi \\v_{h}\cos \varphi -v_{\varphi }\sin \varphi \end{pmatrix}}} |

Dabei ist
- {\displaystyle \omega } die Winkelgeschwindigkeit des Bezugssystems und
- {\displaystyle {\vec {v}}'} der Geschwindigkeitsvektor der Bewegung des Körpers, relativ zum rotierenden Bezugssystem, und dabei bezeichnen
  - bei den Zylinderkoordinaten der Index {\displaystyle z} die Komponente parallel zur Winkelgeschwindigkeit {\displaystyle {\vec {\omega }}} und die Indizes {\displaystyle r} und {\displaystyle t} die radiale und tangentiale Komponente,
  - bei den Kugelkoordinaten der Index {\displaystyle r} den Abstand zum Ursprung und die Indizes {\displaystyle \varphi } und {\displaystyle \theta } den Azimut- und Polarwinkel,
  - bei den geografischen Koordinaten der Index {\displaystyle h} den Abstand zur Kugeloberfläche und die Indizes {\displaystyle \varphi } und {\displaystyle \lambda } die geografische Breite und Länge.

## Corioliskraft in den Geowissenschaften

### Bewegung auf der Erdoberfläche und Coriolisparameter

Aufteilung der Winkelgeschwindigkeit der Erde in Horizontal- und Vertikalkomponente auf der geographischen Breite

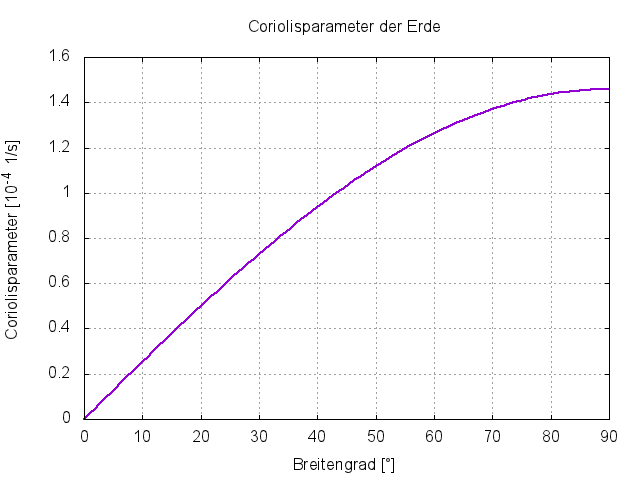
Der Coriolisparameter auf der Erde in Abhängigkeit vom Breitengrad

Jedes Objekt, das sich auf der Erde bewegt, wird durch die Coriolisbeschleunigung abgelenkt, da die Erde ein rotierendes System darstellt. Ausgenommen sind lediglich Bewegungen parallel zur Erdachse, z. B. an den Polen die Bewegungen nach oben oder nach unten, am Äquator die Bewegungen genau nach Norden oder nach Süden. Die Beeinflussung der Bewegungsrichtung durch die Coriolisbeschleunigung kann man sich am leichtesten an einer kugelförmigen Erdfigur klarmachen; für das Studium von Bewegungsabläufen unter dem Einfluss der beteiligten Kräfte ist ein genaueres Modell der Erdform heranzuziehen (vgl. Didaktische Aspekte).
Für die Betrachtung von Bewegungen in beliebiger geographischer Breite {\displaystyle \varphi } ist es sinnvoll, den Vektor der Winkelgeschwindigkeit der Erde {\displaystyle {\vec {\omega }}} in eine horizontale Komponente in Süd-Nord-Richtung {\displaystyle {\vec {\omega }}_{\text{N}}} und eine vertikale Komponente {\displaystyle \ {\vec {\omega }}_{\text{vert}}} zu zerlegen. Es gilt dann:
{\displaystyle {\vec {\omega }}_{\text{N}}=\omega \cos \varphi \cdot {\vec {e}}_{N}}
{\displaystyle {\vec {\omega }}_{\text{vert}}=\omega \sin \varphi \cdot {\vec {e}}_{\text{vert}}}
Das begleitende Dreibein erlaubt es, den ebenen Drehscheibenversuch auf jeden Punkt der dreidimensionalen Erde zu übertragen.
Zur Berechnung der Corioliskraft bei Bewegungen parallel zur Erdoberfläche ist es vorteilhaft, die für einen Ort in einer bestimmten geographischen Breite {\displaystyle \varphi } konstanten Werte zu einem Coriolisparameter zusammenzufassen:
{\displaystyle \textstyle f_{\mathrm {C} }=2\,\omega \,\sin \varphi }
Die Erdrotation (eine Umdrehung in 23 Stunden 56 Minuten 4 Sekunden = 1 Sterntag = 86164 s) erfolgt mit einer konstanten Winkelgeschwindigkeit von
{\displaystyle \omega ={\frac {2\pi }{86164\,\mathrm {s} }}=7{,}2921\cdot 10^{-5}\,{\mathrm {rad\,s} }^{-1}}.
In mittleren nördlichen Breiten liegt der Coriolisparameter damit in der typischen Größenordnung von {\displaystyle \textstyle f_{\mathrm {C} }\approx \,10^{-4}\,{\mathrm {rad\,s} }^{-1}}.
Körper, die sich mit der Geschwindigkeit {\displaystyle {\vec {v}}_{\parallel }} parallel zur Oberfläche der Erde bewegen, werden durch die Coriolisbeschleunigung {\displaystyle {\vec {a}}_{\parallel }} seitlich und die Coriolisbeschleunigung {\displaystyle {\vec {a}}_{\perp }} senkrecht zur Erdoberfläche abgelenkt:
{\displaystyle {\vec {a}}_{\parallel }=-2\,({\vec {\omega }}_{\text{vert}}\times {\vec {v}}_{\parallel })}
{\displaystyle {\vec {a}}_{\perp }=-2\,({\vec {\omega }}_{\text{N}}\times {\vec {v}}_{\parallel })}
Die Komponente in Richtung der Schwerebeschleunigung ist am Äquator am größten, aber um Größenordnungen kleiner. Die Schwerkraft wird bei Bewegung nach Westen mit technisch typischen Geschwindigkeiten (z. B. 100 km/h) nur einige Promille erhöht, bei Bewegung nach Osten erniedrigt. Die Komponente senkrecht zur Erdoberfläche ist deshalb praktisch nur bei besonderen Bedingungen bemerkbar (siehe Eötvös-Effekt). In den Geowissenschaften wird sie fast durchgängig vernachlässigt, und der Begriff Corioliskraft bezeichnet ausschließlich die Komponente parallel zur Erdoberfläche.

### Bewegungen parallel zur Erdoberfläche

Resultierende zwischen Gravitations- und Zentrifugalbeschleunigung auf der Oberfläche des sphäroidisch geformten Erdkörpers (schematisch dargestellt)

Der Erdkörper hat im Laufe der Erdgeschichte durch Massenverlagerung angenähert die Form eines Rotationsellipsoids (= Sphäroids) angenommen. Die Schwerebeschleunigung steht senkrecht zur Oberfläche und resultiert aus dem Zusammenwirken von Gravitationsbeschleunigung {\displaystyle g*} und Zentrifugalbeschleunigung {\displaystyle a_{z}}, deren jeweilige horizontale Komponenten {\displaystyle g*_{\text{hor}}} und {\displaystyle a_{\text{z-hor}}} einander ausbalancieren. Diese Kompensation der Zentrifugalbeschleunigung hat zur Folge, dass Bewegungsablenkungen durch die Erdrotation nur noch durch die Coriolisbeschleunigung bestimmt werden.

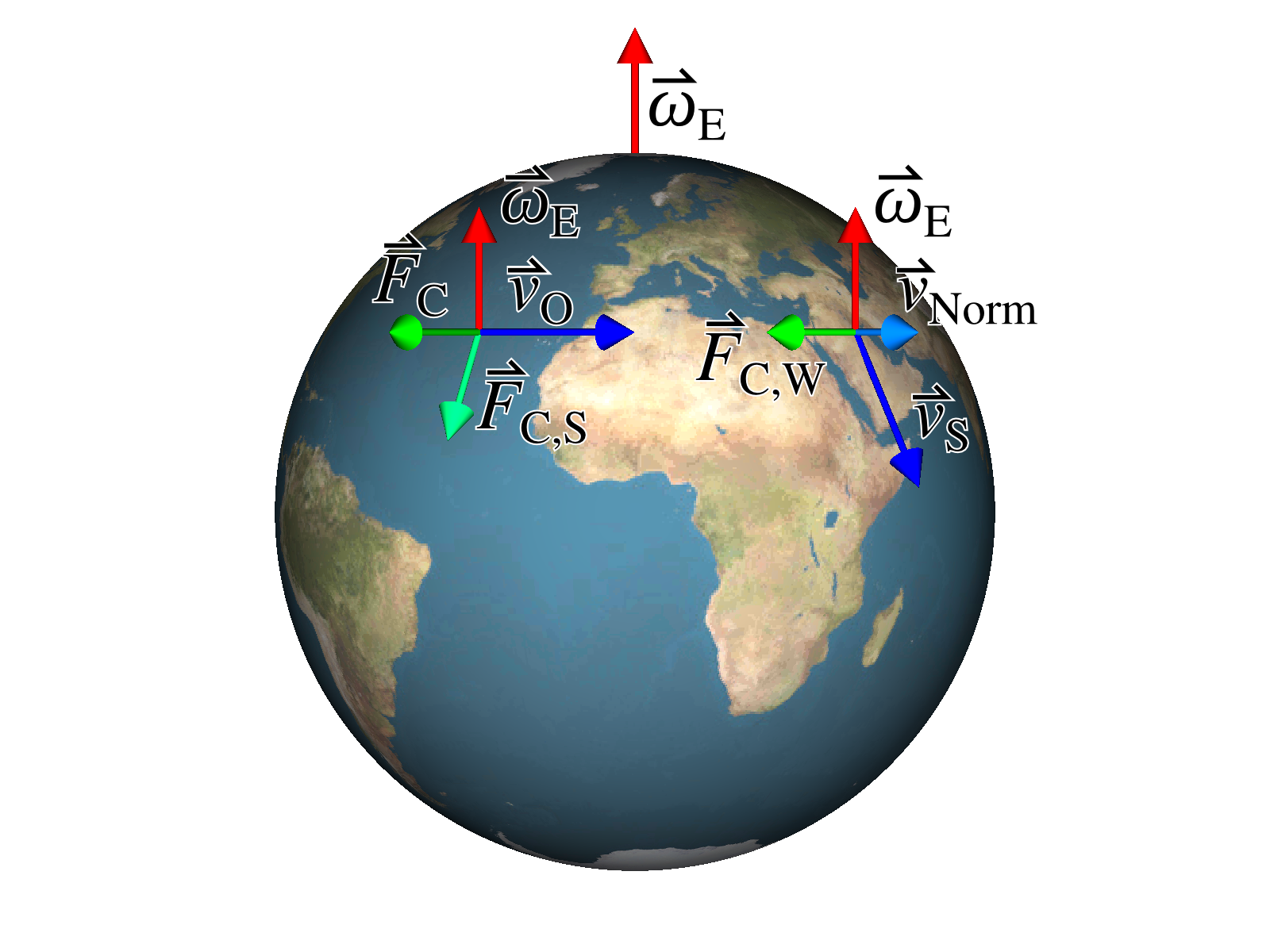
Corioliskraft bei Bewegungen relativ zur Erdoberfläche:
Eine Geschwindigkeit nach Osten führt auf der Nordhalbkugel zu einer Beschleunigung nach Süden, eine Geschwindigkeit senkrecht nach oben zu einer Ablenkung nach Westen

Die Coriolisbeschleunigung parallel zur Erdoberfläche spielt bei großräumigen atmosphärischen und ozeanischen Zirkulationen eine wichtige Rolle.
Mit dem Coriolisparameter {\displaystyle \textstyle f_{\mathrm {C} }=2\,\omega \,\sin \varphi } hat die Coriolisbeschleunigung {\displaystyle {\vec {a}}_{\parallel }=-2\,({\vec {\omega }}_{\text{vert}}\times {\vec {v}}_{\parallel })} den Betrag:
{\displaystyle a_{\parallel }=f_{\mathrm {C} }\,v_{\parallel }}
Diese Beschleunigung führt auf der Nordhalbkugel zu einer Richtungsänderung der Bewegung nach rechts, auf der Südhalbkugel nach links. Sie verschwindet am Äquator und ist maximal an den Polen.
Teilt man die Geschwindigkeit {\displaystyle {\vec {v}}_{\parallel }} in Komponenten in Richtung Ost bzw. Nord auf, so ergeben die entsprechenden Komponenten der Coriolisbeschleunigung durch Ausführung des Kreuzprodukts in den Koordinatenrichtungen x=O, y=N zu:
{\displaystyle {\vec {a}}_{\parallel }={\begin{pmatrix}a_{\text{O}}\\a_{\text{N}}\end{pmatrix}}=f_{\mathrm {C} }{\begin{pmatrix}v_{\text{N}}\\-v_{\text{O}}\end{pmatrix}}}
Die Beschleunigungen, die sich bei einem Coriolisparameter von {\displaystyle \textstyle f_{\mathrm {C} }=10^{-4}\,{\mathrm {rad\,s} }^{-1}} ergeben, sind sehr gering. Selbst bei einem Geschütz, dessen Projektil eine horizontale Geschwindigkeit von 1000 m/s besitzt, ergibt sich: {\displaystyle a_{\parallel }=0{,}1\,{\mathrm {m\,s} }^{-2}}. Bei einer Entfernung von 40 km errechnet sich mit den angenommenen Werten eine Abweichung von lediglich 80 m. Wesentlich größere Effekte treten bei meteorologischen Phänomenen auf, bei denen eine äußerst geringe Beschleunigung sehr lang andauert.
Bei Bewegungen in Drehrichtung der Erde, d. h. nach Osten, bewirkt der Einfluss der vertikalen Komponente {\displaystyle a_{\perp }} der Coriolisbeschleunigung theoretisch außerhalb der engeren Polargebiete eine leichte Anhebung, bei Bewegungen in die andere Himmelsrichtung eine leichte Absenkung; dieser Effekt wird als Eötvös-Effekt bezeichnet.
{\displaystyle a_{\perp }=2\,\omega \,\cos \varphi \cdot v_{\text{O}}}
Nord-Süd-gerichtete Bewegungen werden nicht vertikal beeinflusst. Dieser Effekt ist aber meist vernachlässigbar, da sich die gleichgerichtete Schwerebeschleunigung wesentlich stärker bemerkbar macht. Die Vertikalkomponente der Corioliskraft spielt in der Praxis nur als Korrekturglied bei Präzisionsmessungen des Erdschwerefeldes eine Rolle. Sie verschwindet an den Polen und ist maximal am Äquator. Sie macht z. B. ein Flugzeug, das dort mit einer Geschwindigkeit von ca. 1000 km/h nach Osten fliegt, um annähernd ein Tausendstel seines Gewichts leichter – fliegt es nach Westen, wird es entsprechend schwerer.

#### Corioliskraft und Foucaultsches Pendel
Die Corioliskraft bewirkt auf der Nordhalbkugel die Drehung der Schwingungsebene des Foucaultschen Pendels im Uhrzeigersinn, da das Pendel ständig nach rechts abgelenkt wird. Die geringfügigen Abweichungen der einzelnen Schwingungen addieren sich auf zu einer täglichen Gesamtabweichung von {\displaystyle \alpha =360^{\circ }\sin \varphi } für ein Foucault-Pendel in der geographischen Breite {\displaystyle \varphi } , so dass bereits die Abweichung der Einzelschwingung einen experimentellen Beweis für die Rotation der Erde darstellt. Am Pol dreht sich die Schwingungsebene einmal pro Tag um 360 Grad, während sie am Äquator erhalten bleibt. Auf der Südhalbkugel ändert sich das Vorzeichen des Sinus und das Pendel dreht sich gegen den Uhrzeigersinn. Allgemein gilt für die Zeit einer vollständigen Drehung der Schwingungsebene:
{\displaystyle T={\frac {2\pi }{\omega \,\left|\sin \varphi \right|}}}.

#### Corioliskraft und Strömungen

##### Einfluss der Corioliskraft auf die Wasserströmungen

Beta-Effekt: Die Änderung der Corioliskraft mit der geographischen Breite bedingt eine leicht spiralförmige Erweiterung des Inertialkreises

Die Corioliskraft hat wesentlichen Einfluss auf die Richtungen der großräumigen Bewegungen in den Ozeanen, sowohl direkt als auch durch den Einfluss des ebenfalls corioliskraftgesteuerten Windes. Da die Corioliskraft von der Himmelsrichtung einer horizontalen Bewegung unabhängig ist, beschreibt eine Luft- oder Wassermasse, die sich im Bezugssystem der Erde mit der Geschwindigkeit {\displaystyle v_{\parallel }} bewegt, ohne Einfluss anderer Kräfte „Trägheitskreise“ mit Radien von:
{\displaystyle R={\frac {v_{\parallel }}{f_{C}}}={\frac {v_{\parallel }}{2\omega \,\sin \varphi }}}
In mittleren Breiten mit Werten des Coriolisparameters von {\displaystyle f_{C}=10^{-4}\,\mathrm {rad\,s} ^{-1}} und einer typischen Meeres-Strömungsgeschwindigkeit von {\displaystyle 10^{-1}{\tfrac {\mathrm {m} }{\mathrm {s} }}} ergibt sich ein Radius von {\displaystyle R=1\,\mathrm {km} .} Die Bewegung erfolgt auf der Nordhalbkugel im Uhrzeigersinn, auf der Südhalbkugel entgegen dem Uhrzeigersinn. Die Periode der Umlaufbewegung ist:
{\displaystyle T={\frac {2\pi }{f_{C}}}={\frac {2\pi }{2\omega \,\sin \varphi }}={\frac {43082\,\mathrm {s} }{\sin \varphi }}}
Bei 60 Grad geographischer Breite beträgt die Periode {\displaystyle T} rund 14 Stunden. An den Polen liegt das Minimum mit 11 Stunden 58 Minuten 2 Sekunden (die halbe siderische Tageslänge), während die Periode zum Äquator hin gegen unendlich geht, sodass in den inneren Tropen keine Trägheitskreise vorkommen. Die Corioliskraft bestimmt auch den Umlaufsinn der Gezeitenwelle im tiefen Ozean, was entlang einer Küste zu unterschiedlichen Hoch- und Niedrigwasserzeiten führt.

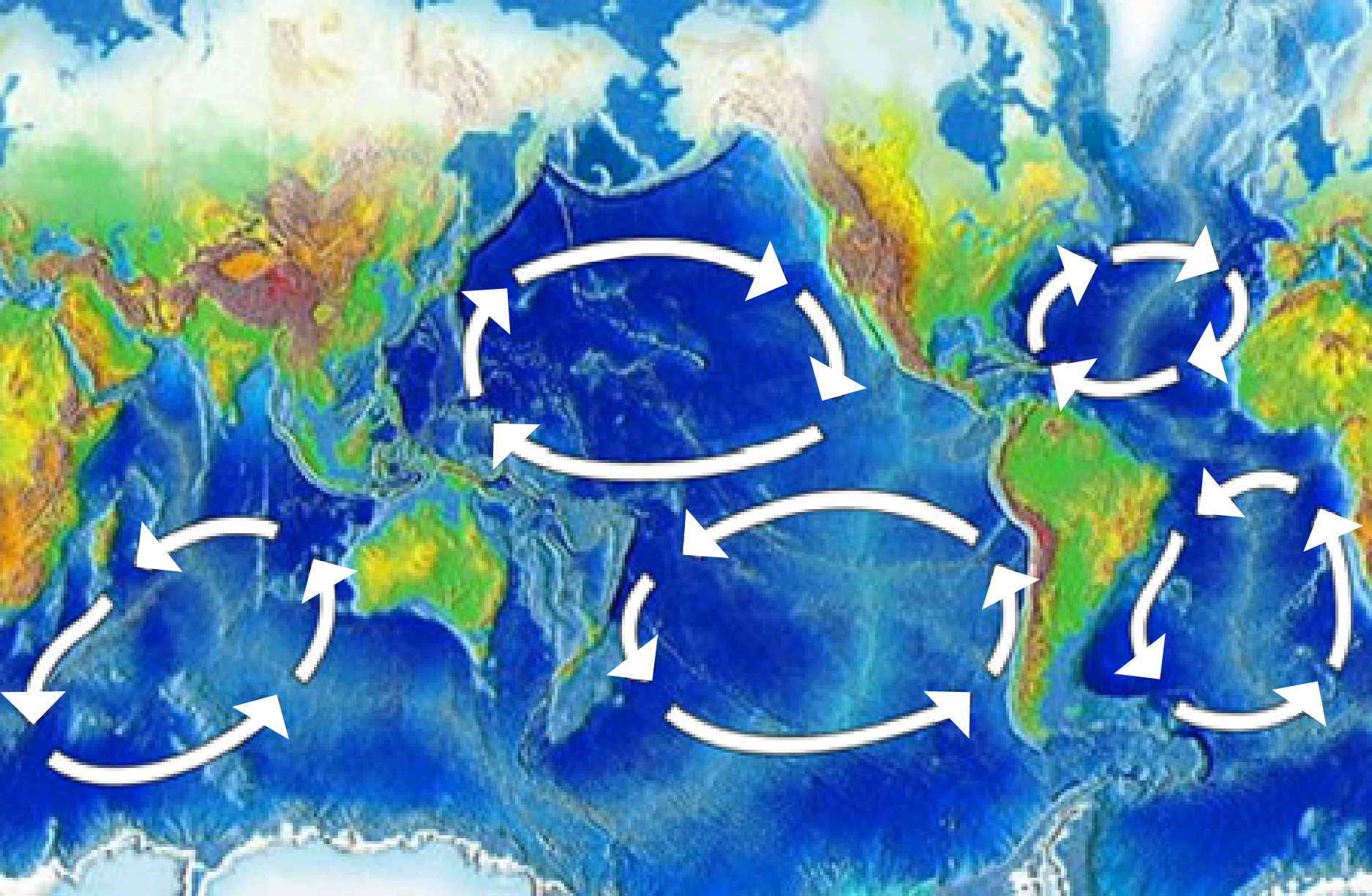
Großräumige ozeanische Strömungen entstehen unter Beteiligung der Corioliskraft mit unterschiedlichem Drehsinn auf beiden Hemisphären

Wegen der Breitenabhängigkeit des Coriolisparameters sind die „Trägheitskreise“ keine Kreise im mathematischen Sinn, sondern nur in erster Näherung, da sie polseitig einen kleineren Radius haben als äquatorseitig. Daraus ergibt sich eine leichte Spiralform, als deren Resultat die bewegte Masse nicht genau zum Ausgangspunkt zurückgeführt, sondern etwas nach Westen versetzt wird; diese Modifikation der Trägheitskreise wird „Beta-Effekt“ genannt. Die Bewegung auf Trägheitskreisen konnte durch die Beobachtung der Strömungsversetzung von schwimmenden Bojen in der Ostsee verifiziert werden. Wenn die Trägheitsbewegung als Rotation von einer großräumigen Meeresströmung als Translation überlagert wird, ergibt sich ein zykloidales Bewegungsmuster.
An der Grenzfläche von Atmosphäre und Ozean tritt sowohl in der Luft wie auch im Wasser eine turbulente Grenzschicht auf. Im Ozean sorgt die turbulente Grenzschicht in ihrer gesamten Ausdehnung für eine Durchmischung des Mediums.
An der Grenzschicht übt ein Wind mit vorherrschender Richtung durch Reibung eine bestimmte Schubspannung aus, die eine Wasserströmung in gleicher Richtung in Gang setzt (Ekman-Transport). Diese wird jedoch durch die Corioliskraft auf der Nordhemisphäre nach rechts, auf der Südhemisphäre nach links abgelenkt. Eine Folge dieser Ablenkung ist das sogenannte „Ekman pumping“, das beispielsweise im zentralen und östlichen Pazifik zu beobachten ist. Das Oberflächenwasser, das im Bereich konstanter Passatwinde aus östlichen Richtungen nach Westen getrieben wird, wird in Äquatornähe auf der Nordhemisphäre nach rechts, auf der Südhemisphäre nach links abgelenkt; diese Divergenz wird durch aufquellendes kühleres Tiefenwasser ausgeglichen, so dass sich ein äquatorparalleler Streifen von kühlerer Wassertemperatur zeigt.

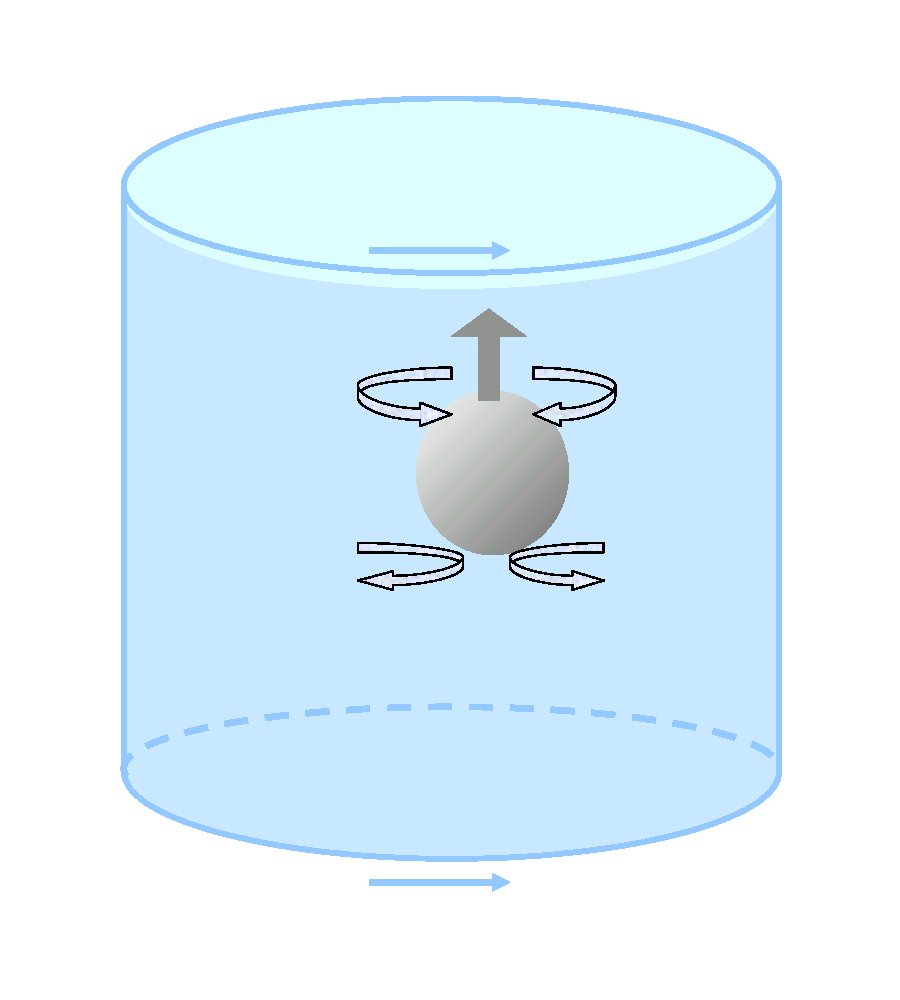
Inertialkreise behindern die horizontale Wasserbewegung, die durch den Aufstieg des Objekts verursacht wird, wenn sich das System in Rotation befindet.

Die derart erzeugte Strömung des Oberflächenwassers wird zusätzlich durch die darunter liegende Wasserschicht gebremst, wobei sich die Geschwindigkeit wie auch die von ihr abhängende Corioliskraft vermindern. Dieser Bremseffekt pflanzt sich so weit bis zu einer bestimmten Tiefe (Ekman-Tiefe) nach unten fort, bis die Strömung völlig abgebremst ist. Bis dorthin wirkt ebenfalls – zunehmend abgeschwächt – die Corioliskraft, so dass sich insgesamt eine spiralartige Struktur ausbildet (Korkenzieherströmung). Auch die großräumigen Bewegungen im Ozean (Sverdrup-Relation) werden wesentlich durch die Corioliskraft beeinflusst.
Allgemein wird der Einfluss der Corioliskraft auf bestimmte Bewegungen im Meer und in der Atmosphäre durch die dimensionslose Rossby-Zahl charakterisiert. Je kleiner diese ist, umso stärker ist die Bewegung durch Corioliskraft geprägt.
Die Drehrichtung kleinräumiger Wasserströmungen wie zum Beispiel des Strudels einer ablaufenden Badewanne wird entgegen einer verbreiteten Behauptung nicht durch die Corioliskraft bestimmt.
Die Wirkung der Corioliskraft wird auch durch Experimente in kleinem Maßstab demonstriert, die Geoffrey Ingram Taylor 1921 erstmals publizierte. Die Verteilung einer kleinen Menge einer Flüssigkeit in einer anderen, mit der sie vollständig mischbar ist, von der sie sie aber durch bestimmte Parameter unterscheidet, kann unterdrückt werden, wenn sich die andere Flüssigkeit in einer Rotationsbewegung befindet. So bildet zugefügte Tinte in einem rotierenden Wasserbehälter eine säulenartige Struktur aus („Taylor-Säule“), die längere Zeit bestehen bleibt. Der Grund liegt darin, dass sich die diffundierenden Teilchen in Inertialkreisen gegensinnig zur Behälterrotation drehen.
Ein Tennisball, der in einem rotierenden Wasserbehälter freigesetzt wird, steigt mit geringerer Geschwindigkeit auf als in einem nicht rotierendem, da das beim Aufsteigen horizontal unten hinzuströmende bzw. oben verdrängte Wasser durch Bildung von Inertialkreisen in seiner Bewegung behindert wird. Durch diese Experimente wird deutlich, dass die Tendenz der Corioliskraft darin liegt, die bewegten Teilchen wieder zum Anfangspunkt zurückzubringen.

##### Einfluss der Corioliskraft auf die atmosphärische Zirkulation

Geostrophischer Wind durch Zusammenwirken von Gradientkraft und Corioliskraft

Ageostrophischer Wind durch Zusammenwirken von Gradientkraft, Corioliskraft und Reibungskraft

Luftströmungen in der Erdatmosphäre sind im Allgemeinen keine Inertialbewegungen, sondern werden sowohl kleinräumig als auch großräumig durch Druckunterschiede hervorgerufen, die Folge örtlich oder regional unterschiedlicher Einstrahlung sind. Zwischen den Gebieten mit hohem und niedrigen Luftdruck wirkt eine Gradientkraft, die den Druckausgleich herbeiführen kann.
Bei großräumigen Luftströmungen über mehrere Hunderte oder Tausende von Kilometern spielt die Corioliskraft trotz ihrer geringen Größe eine wichtige Rolle, da sie die Luftmassen ablenkt und die direkte Luftbewegung vom Hoch- zum Tief verhindert. In der freien Atmosphäre kann die Corioliskraft die horizontale Komponente der Gradientkraft völlig kompensieren, der Wind wird dadurch zu einer isobarenparallelen Strömung abgelenkt, dem geostrophischen Wind, bei dem die zum Tief gerichtete Gradientkraft und die zum Hoch gerichtete Corioliskraft entgegen gerichtet sind und im dynamischen Gleichgewicht stehen. Der Druckausgleich wird dadurch verhindert, und die Druckgebiete bleiben für einige Tage oder Wochen stabil. Ein eindrucksvolles Beispiel geostrophischer Winde stellen die Jetstreams in einigen Kilometern Höhe dar. Dieses Modell stellt für die freie Atmosphäre eine gute Annäherung an den wahren Wind dar. Der sehr häufige Fall von Druckgebilden mit gekrümmten Isobaren wird mit dem Modell des geostrophisch-zyklostrophischen Windes (andere Bezeichnung: Gradientwind) beschrieben, in dem die durch die Krümmung der Partikelbahnen bedingte Zentrifugalkraft den nach innen gerichteten Kräften entgegengesetzt gleich groß ist.

In der bodennahen atmosphärischen Grundschicht wirkt jedoch eine beträchtliche Reibungskraft auf die Luftströmung ein, ihr Vektor ist dem Strömungsvektor entgegengerichtet. Diese Reibung, deren Wirkung sich vertikal bis in einige Höhe fortpflanzt, verlangsamt die Strömung und vermindert damit die Größe der Corioliskraft. Für die Strömung ist nunmehr einerseits die ins Tief gerichtete Gradientkraft, andererseits die ins Hoch gerichtete Kraftkomponente, die sich aus der vektoriellen Addition von Reibungskraft und Corioliskraft ergibt, bestimmend. Die ageostrophisch genannte Strömung (Reibungswind) verläuft infolgedessen nicht mehr isobarenparallel, sondern quer zu den Isobaren vom Hoch- ins Tiefdruckgebiet hinein, wie man es auf Bodenwetterkarten erkennen kann.
Mit zunehmender Höhe vermindert sich die Wirkung der Bodenreibung, und der Einfluss der Corioliskraft wird stärker: der Wind nimmt zu und die Windrichtung dreht – auf der Nordhemisphäre – nach rechts, bis in größerer Höhe der Wind einen geostrophischen Charakter angenommen hat. Zwischen Boden und Höhe kommt es dadurch zu einer Windscherung; durch Verbindung der Spitzen der Windvektoren in ansteigender Höhe erhält man eine spiralförmige Kurve (Ekman-Spirale).
Aus dem Zusammenwirken dieser Kräfte erklärt sich auch der Verlauf der Passatwinde, die aus dem Subtropischen Hochdruckgürtel zum äquatorialen Tiefdruckgebiet wehen. Die Corioliskraft lenkt diese Strömung auf beiden Hemisphären zu einer nach Westen gerichteten Ostströmung („Urpassat“) ab; durch den Reibungseinfluss wird daraus in der bodennahen Schicht der Nordhemisphäre der Nord-Ost-Passat und der Südhemisphäre der Süd-Ost-Passat. Der Nord-Ost-Passat ist demnach eine in Bodennähe zum Äquator hin ageostrophisch abgelenkte (geostrophische) Ost-West-Strömung und nicht – wie oft auf Skizzen dargestellt – eine nach Westen abgelenkte Nord-Süd-Strömung.

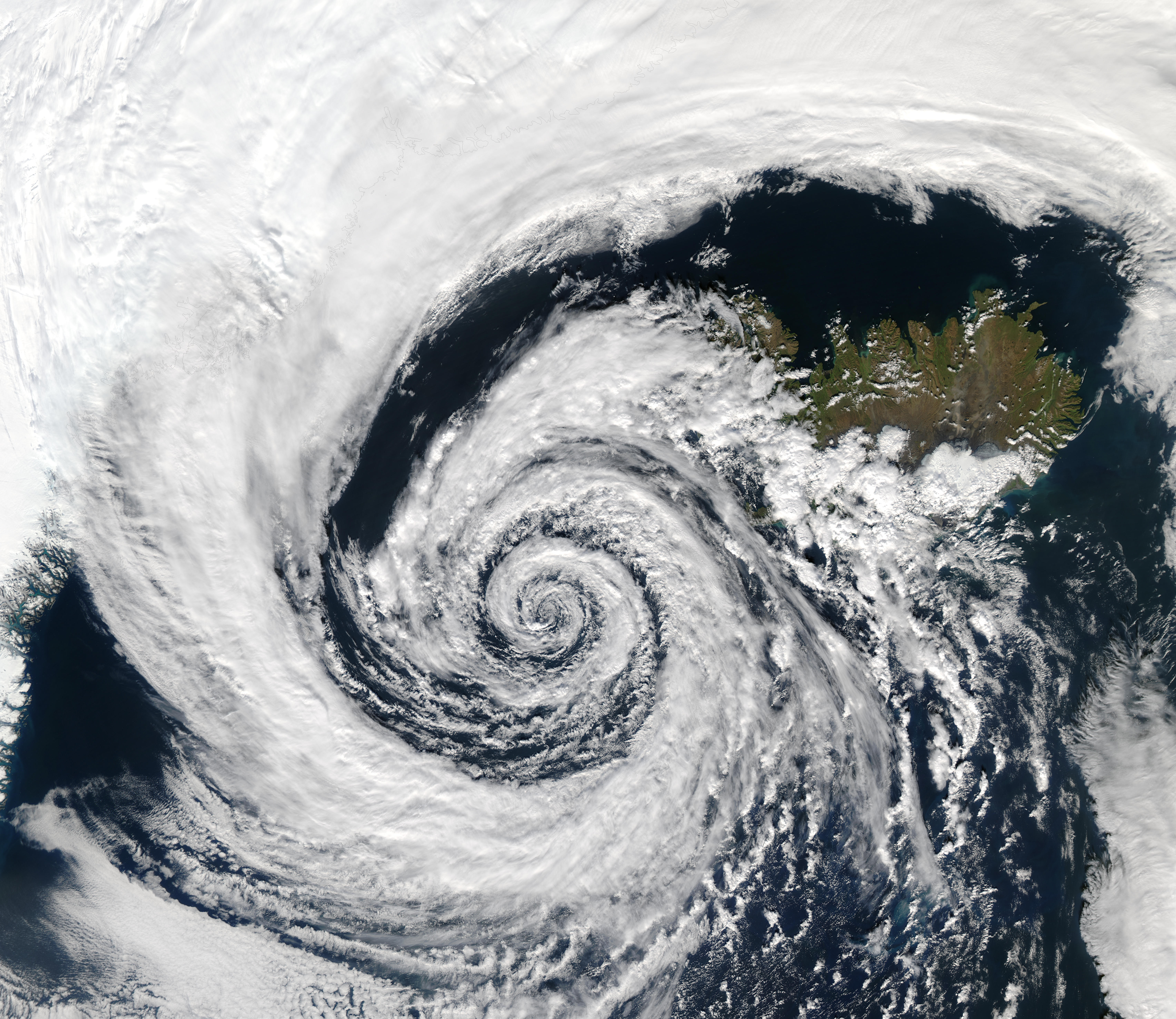
Auswirkung der Corioliskraft auf ein großskaliges Windsystem, hier Tiefdruckgebiet bei Island (Nordhalbkugel)

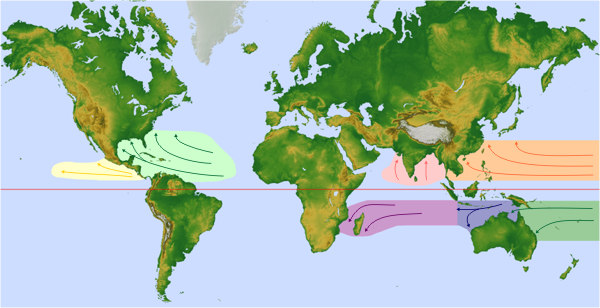
Entstehungsgebiete und Zugbahnen von tropischen Wirbelstürmen

Die Luft strömt auf der Nordhalbkugel ausnahmslos in Hochdruckgebieten im Uhrzeigersinn, in Tiefdruckgebieten gegen den Uhrzeigersinn. Auf der Südhalbkugel ist der Drehsinn umgekehrt. In Bodennähe verlässt die Luft das Hochdruckgebiet in Form eines rechts drehenden Wirbels, also im Uhrzeigersinn, und strömt gegen den Uhrzeigersinn in das Tiefdruckgebiet ein, wo diese Wirbelbewegung im Allgemeinen durch Wolkenbildung sichtbar wird. Da am Äquator der Vektor der Winkelgeschwindigkeit parallel zur Erdoberfläche liegt, ist dort die Corioliskraft nicht wirksam, dynamische Hoch- und Tiefdruckgebiete können in Äquatornähe nicht existieren. Dies gilt insbesondere für die tropischen Wirbelstürme, die – obwohl am Äquator die thermischen Voraussetzungen vorliegen – erst in einer Distanz von mindestens circa fünf Breitengraden nach Nord bzw. Süd entstehen.
Strahlungsbedingt besteht auf der Erde von den Tropen zu den Polargebieten ein Temperatur- und ein Druckgefälle, wobei der horizontale Gradient jeweils in der oberen Troposphäre besonders ausgeprägt ist. Die Druckabnahme verläuft zum Pol hin nicht gleichmäßig, sondern konzentriert sich am oberen Rand der Troposphäre auf ein relativ schmales Band mit starkem Luftdruckabfall, der auf Höhenwetterkarten durch eine dichte Scharung der Isobaren sichtbar wird. In diesem Bereich stellt sich eine kräftige geostrophische Strömung ein, die sich regional zu den Jetstreams verstärkt.
Diese Zone des starken Luftdruckgradienten verläuft nicht breitenkreisparallel, sondern als mehr oder weniger mäandrierende Struktur (Rossby-Wellen) mit Wellenlängen und Amplituden bis zu einigen Tausend Kilometern. Die Wellen bewegen sich, analog zur Richtung der geostrophischen Strömung, langsam von West nach Ost fort, können aber auch längere Zeit stationär bleiben. Durch Massenverlagerungen im Bereich der Rossby-Wellen entstehen auf der Polseite Tiefdruckgebiete (Zyklonen), auf der Äquatorseite Hochdruckgebiete (Antizyklonen), die meist bis zur Erdoberfläche herunterreichen. Während die Gradientenkraft für ein Druckgebiet jeweils als konstant angesehen werden kann, ist die Corioliskraft in diesen räumlich ausgedehnten (≥ 1000 km) Druckgebieten auf der Polarseite größer als auf der Äquatorseite. Infolgedessen scheren die Zyklonen im statistischen Mittel tendenziell in polarer Richtung aus, die Antizyklonen in äquatorialer Richtung. Dadurch bildet sich nördlich der polaren Frontalzone die subpolare Tiefdruckzone und südlich davon der subtropische Hochdruckgürtel. Insoweit bestimmt die Corioliskraft nicht nur den Verlauf der atmosphärischen Luftströmungen, sondern auch die Verteilung der großräumigen Druckgebiete auf der Erde.
Das geostrophische Gleichgewicht formt nur die großskaligen Wettermuster. Die Drehrichtung kleinskaliger Tiefdruckgebiete, beispielsweise Tornados, wird mit dem Modell dem zyklostrophischen Strömungsmodell erklärt. Darin hat die Corioliskraft, die aus der Erdrotation resultiert, keinen wesentlichen Einfluss, da die anderen wirksamen Kräfte sie weit überwiegen. Das wird schon daran deutlich, dass in Tornados auf der Nordhemisphäre auch Drehungen mit dem Uhrzeigersinn möglich sind.

### Vertikale Bewegungen
Wenn ein Körper aus der Höhe {\displaystyle h} im freien Fall herunterfällt, trifft er nicht genau auf dem Punkt auf, der sich vom Startpunkt aus in Lotrichtung unter ihm befindet, sondern er wird während der Fallzeit von der Coriolisbeschleunigung abgelenkt. Da die Vektoren senkrecht aufeinander stehen, ergibt das Kreuzprodukt in einem kartesischen Koordinatensystem mit x=Ost eine Ostablenkung:
{\displaystyle {\vec {a}}_{\parallel }=-2\,{\vec {\omega }}_{\text{N}}\times {\vec {v}}_{\perp }={\begin{pmatrix}a_{\text{Ost}}\\a_{\text{Nord}}\\0\end{pmatrix}}=-2\omega \cos \varphi \,{\begin{pmatrix}v\\0\\0\end{pmatrix}}}
Die Abweichung wird am Äquator ({\displaystyle \varphi =0^{\circ }}) maximal und ist an den Polen ({\displaystyle \varphi =\pm 90^{\circ }}) Null. Mit Einsetzung von {\displaystyle v=-g\,t} für den freien Fall erhält man eine Abweichung nach Osten {\displaystyle d_{\text{Ost}}} durch zweimalige Integration nach der Zeit {\displaystyle t}:
{\displaystyle a_{\text{Ost}}=2\,\omega v\cos \varphi =2\,\omega g\,t\cos \varphi }
{\displaystyle v_{\text{Ost}}=2\,\omega g\cos \varphi \int t{\text{d}}t=\omega g\,\cos \varphi \,t^{2}}
{\displaystyle d_{\text{Ost}}=\omega g\,\cos \varphi \int t^{2}{\text{d}}t={\frac {1}{3}}\omega g\,\cos \varphi \,t^{3}}
Mit der Fallzeit {\displaystyle t={\sqrt {\frac {2h}{g}}}} erhält man:
{\displaystyle d_{\text{Ost}}={\frac {1}{3}}\omega g\,\cos \varphi \,t^{2}{\sqrt {\frac {2h}{g}}}={\frac {2}{3}}\omega \,\cos \varphi \,h{\sqrt {\frac {2h}{g}}}}
Die Ostabweichung führt auf der Nordhalbkugel wiederum zu einer sehr geringen Südabweichung, die aber sowohl am Äquator als auch am Pol Null wird. Auf der Südhalbkugel wäre entsprechend eine Nordabweichung zu erwarten:
{\displaystyle d_{\text{Süd}}={\frac {2}{3}}\omega ^{2}\cos \varphi \cdot \sin \varphi \cdot {\frac {h^{2}}{g}}={\frac {1}{3}}\omega ^{2}\sin 2\varphi \cdot {\frac {h^{2}}{g}}}

#### Das Gedankenexperiment von Mersenne

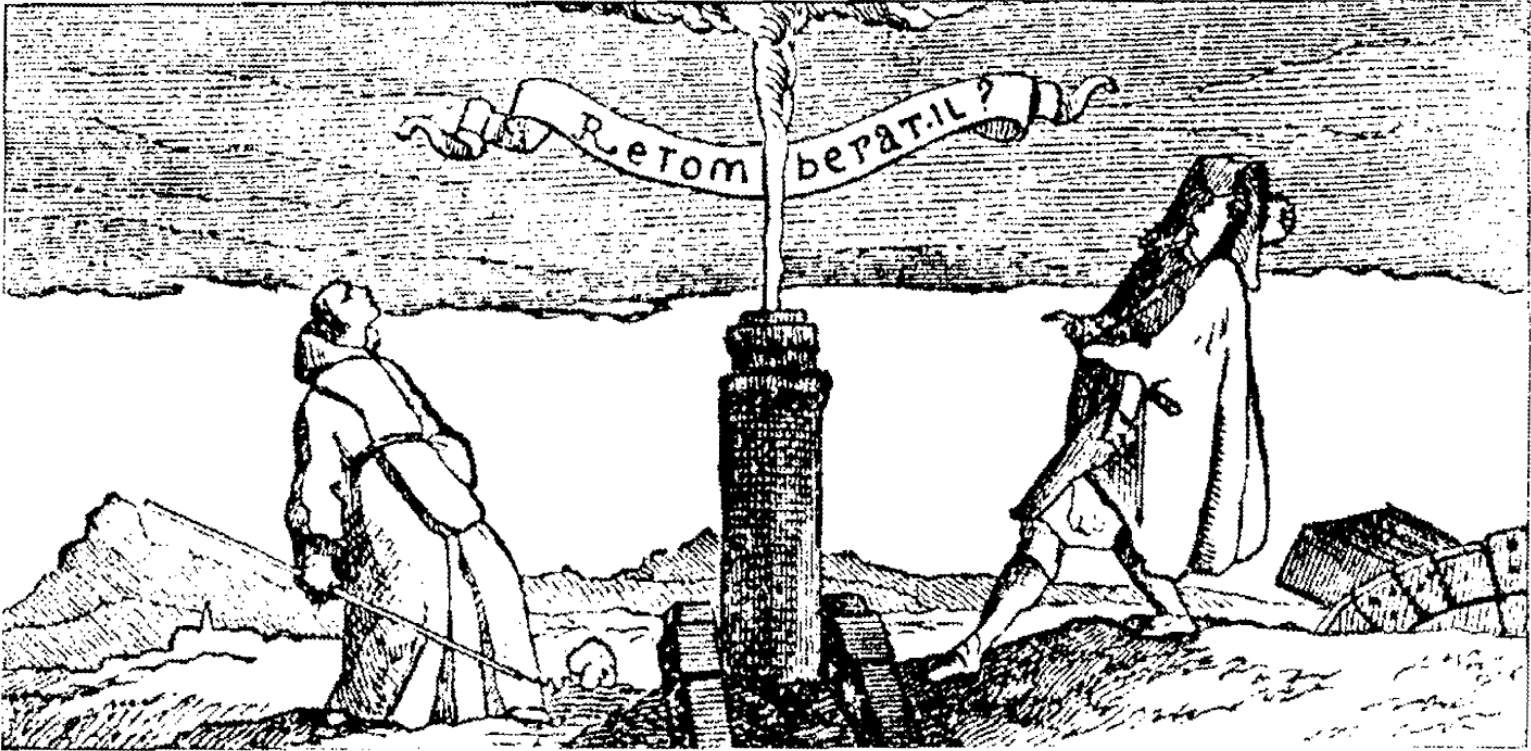
Historische Karikatur zum Experiment von Mersenne

Eine alte Frage, über die schon im 17. Jahrhundert Marin Mersenne spekulierte, ist die, wo eine senkrecht nach oben geschossene Kanonenkugel wieder am Boden ankommt – ohne Berücksichtigung von Luftbewegung und Luftwiderstand.
Die vertikale Geschwindigkeit {\displaystyle v} der Kanonenkugel folgt während des Flugs dem Geschwindigkeits-Zeit-Gesetz:
{\displaystyle v=v_{0}-g\,t}
Eingesetzt in die Ostkomponente der Coriolisbeschleunigung entsteht durch die Integration der Beschleunigung beim Aufstieg eine westliche Geschwindigkeitskomponente (negative Ostkomponente), die im Umkehrpunkt ihr Maximum erreicht und beim Abstieg gleichermaßen wieder abnimmt. Unten erreicht sie wieder den Wert Null.
{\displaystyle v_{\text{West}}=2\omega \,\cos \varphi \left(v_{0}\,t-\,{\frac {1}{2}}gt^{2}\right)},
bzw. durch nochmalige Integration die Ablenkung:
{\displaystyle d_{\text{West}}=2\omega \,\cos \varphi \left({\frac {1}{2}}v_{0}t^{2}-\,{\frac {1}{6}}gt^{3}\right)}
Die Kugel hat nach der Zeit {\displaystyle t=2{\frac {v_{0}}{g}}} den Boden wieder erreicht.
Der gesamte Versatz nach Westen ergibt sich zu:
{\displaystyle d_{\text{West}}={\frac {4}{3}}\omega {\frac {v_{0}^{3}}{g^{2}}}\cos \varphi }.
Aufstieg und Abstieg tragen jeweils die Hälfte der gesamten Abweichung bei. Bei 50° geographischer Breite beträgt bei einer Anfangsgeschwindigkeit von 100 m/s (Steighöhe {\displaystyle v_{0}^{2}/{2g}} ca. 500 m) die Westweichung theoretisch 65 cm. Am Äquator ist der Versatz am größten, zwischen Nord- und Südhalbkugel gibt es keinen Unterschied.
Zur Plausibilisierung dient das folgende Beispiel, das von der vereinfachten Vorstellung ausgeht, dass die horizontale Geschwindigkeit beibehalten wird. Da sich die Erde während der vertikalen Bewegung weiterdreht, ist das aber nur näherungsweise der Fall. Bei korrekter Rechnung ist die Abweichung um den Faktor 2/3 geringer.
In Äquatornähe wird neben einem Turm aus einer Kanone eine Kugel senkrecht nach oben abgefeuert, so dass sie die Höhe {\displaystyle h} der Turmspitze erreicht. Turm und Kanone sind mit der Erde fest verbunden und rotieren parallel zur Erdoberfläche mit der Winkelgeschwindigkeit {\displaystyle \omega _{\text{N}}}; die Bahngeschwindigkeit an der Turmspitze ist jedoch um {\displaystyle \omega _{\text{N}}\cdot h} größer als an der Erdoberfläche. Die abgefeuerte Kugel hat zu Beginn neben ihrer Vertikalgeschwindigkeit die Bahngeschwindigkeit der Erdoberfläche und möchte diese auf ihrem Weg beibehalten.
Da die Kugel während des gesamten Fluges eine geringere horizontale Geschwindigkeit, also eine geringere Ostkomponente als ein Punkt des Turms auf der gleichen Höhe hat, weicht sie gegenüber der Senkrechten immer stärker nach Westen ab bis zur Distanz {\displaystyle d_{W}} am Umkehrpunkt.
Auch während des anschließenden Freien Falls behält die Kugel weiterhin ihre horizontale Geschwindigkeit bei, sodass die Kugel gegenüber dem Turm zunehmend weiter westlich zurückbleibt. Am Fußpunkt angelangt stimmen die horizontalen Geschwindigkeiten aller Körper wieder überein. Da der Freie Fall genau so lange dauert wie der Aufstieg, beträgt die Gesamtabweichung {\displaystyle d_{\text{West}}=2d_{W}}.

### Zusammenfassung der Ablenkungsrichtungen auf der Erde
Die Ausdrücke für die Komponenten der Coriolisbeschleunigung gelten für den gesamten Erdkörper in gleicher Weise. Die Richtungsangaben sind vom Standort des Beobachters in seiner jeweiligen geographischen Breite {\displaystyle \varphi } aus gesehen. Die mittlere Spalte beschreibt den Eötvös-Effekt.
Auf der Südhemisphäre ist der Coriolisparameter negativ. Daraus resultiert für den Beobachter auf der Südhemisphäre bei horizontalen Bewegungen eine Abweichung nach links.
Beim senkrechten Wurf nach oben zeigt sich eine Ablenkung nach West, beim senkrechten Fall nach unten eine gleich große Ablenkung nach Ost. Beim Wurf mit anschließendem Freien Fall heben diese Ablenkungen einander nicht auf, weil der Körper am Umkehrpunkt nicht die der Höhe entsprechende Umlaufgeschwindigkeit hat, sondern die langsamere des Fußpunkts. Dieser Fall wird im Abschnitt „Das Gedankenexperiment von Mersenne“ abgehandelt.
| Geographische Breite φ         | horizontale Bewegung (in jede Richtung)                                                                           | horizontale Bewegung (in jede Richtung) | horizontale Bewegung (nach Ost / West)                                   | horizontale Bewegung (nach Ost / West) | Freier Fall / Aufstieg                                              | Freier Fall / Aufstieg |
| Geographische Breite φ         | horizontale Ablenkung                                                                                             | horizontale Ablenkung                   | vertikale Ablenkung                                                      | vertikale Ablenkung                    | horizontale Ablenkung                                               | horizontale Ablenkung  |
| Geographische Breite φ         | Gleichung | Richtung                                | Gleichung                                                                | Richtung                               | Gleichung                                                           | Richtung               |
| ------------------------------ | --- | --------------------------------------- | ------------------------------------------------------------------------ | -------------------------------------- | ------------------------------------------------------------------- | ---------------------- |
| Nordpol (90°N)                 | {\displaystyle {\vec {a}}_{\parallel }=f_{\mathrm {C} }{\begin{pmatrix}v_{\text{N}}\\-v_{\text{O}}\end{pmatrix}}} | rechts                                  | –                                                                        | –                                      | –                                                                   | –                      |
| Nordhemisphäre (0° < φ < 90°N) | {\displaystyle {\vec {a}}_{\parallel }=f_{\mathrm {C} }{\begin{pmatrix}v_{\text{N}}\\-v_{\text{O}}\end{pmatrix}}} | rechts                                  | {\displaystyle a_{\perp }=2\,\omega \cos \varphi \cdot v_{\mathrm {O} }} | oben / unten                           | {\displaystyle a_{\mathrm {O} }=-2\omega \cos \varphi \,v_{\perp }} | Ost / West             |
| Äquator (0°)                   | – | –                                       | {\displaystyle a_{\perp }=2\,\omega \cos \varphi \cdot v_{\mathrm {O} }} | oben / unten                           | {\displaystyle a_{\mathrm {O} }=-2\omega \cos \varphi \,v_{\perp }} | Ost / West             |
| Südhemisphäre (0° < φ < 90°S)  | {\displaystyle {\vec {a}}_{\parallel }=f_{\mathrm {C} }{\begin{pmatrix}v_{\text{N}}\\-v_{\text{O}}\end{pmatrix}}} | links                                   | {\displaystyle a_{\perp }=2\,\omega \cos \varphi \cdot v_{\mathrm {O} }} | oben / unten                           | {\displaystyle a_{\mathrm {O} }=-2\omega \cos \varphi \,v_{\perp }} | Ost / West             |
| Südpol (90°S)                  | {\displaystyle {\vec {a}}_{\parallel }=f_{\mathrm {C} }{\begin{pmatrix}v_{\text{N}}\\-v_{\text{O}}\end{pmatrix}}} | links                                   | –                                                                        | –                                      | –                                                                   | –                      |

### Didaktische Aspekte

#### Bewegungen und Kräfte auf dem Erdkörper
Als problematisch für das Verständnis hat sich der Versuch erwiesen, in der – im weiten Sinne – geowissenschaftlichen Ausbildung die Corioliskraft mit Hilfe des Modells zu erklären, mit dem George Hadley (1735) die Passatzirkulation begründete. Der Kerngedanke ist, dass meridionale Luftströmungen ihre breitenkreisparallele Geschwindigkeitskomponente beibehalten und dadurch bei einer Bewegung, die zum Äquator gerichtet ist, gegenüber der Erdrotation zurückbleiben, woraus sich eine westwärts gerichtete Strömung ergibt bzw. eine ostwärts gerichtete bei polwärtigen Luftbewegungen. Dies beinhaltet eine Erklärung des Nord-Ost- bzw. Süd-Ost-Passats, aber auch der vorherrschenden Westwinde nördlich und südlich der subtropischen Hochdruckgürtel. Wegen dieser zumindest im statistischen Mittel richtigen Beschreibung der Strömungsrichtung wird das Hadley-Modell mitunter als gerechtfertigte Vereinfachung angesehen, auch wenn es nur die Ablenkung meridionaler, keinesfalls aber breitenkreisparalleler Bewegungen erklärt.
Das Hadley-Modell überträgt das Konzept der Erhaltung der Bahngeschwindigkeit von der Ebene (vgl. „Coriolisbeschleunigung bei radialer Bewegung von der Drehachse weg“), wo es zutreffend ist, auf die konvexe Erdoberfläche zu einem Konzept der Erhaltung der breitenkreisparallelen Geschwindigkeit. Es liefert zwar zunächst qualitativ die richtige Ablenkungsrichtung, führt jedoch zu falschen quantitativen Ergebnissen. Schon auf relativ kleinen Distanzen weniger Breitengrade ergäben sich Windgeschwindigkeiten in völlig unrealistischer Größenordnung. Bereits zur Zeit Hadleys hatte man diesen Einwand mit der Zusatzhypothese einer bremsenden Wirkung der Reibung aufzufangen versucht, damit aber das Problem nur auf einen anderen unrealistischen Effekt verlagert: Die erforderliche Reibung hätte die Rotation der Erde im Laufe ihrer Geschichte viel stärker abbremsen müssen. Eine Luftströmung, die allein durch die unterschiedlichen Bahngeschwindigkeiten verursacht wäre, würde zu Inertialkreisen führen, die die Luft schon nach relativ kurzen Distanzen in ihrer Richtung umkehren würden. Das rein mechanische Modell, das die atmosphärische Zirkulation nur als Inertialbewegung erklärt, wird den tatsächlichen Verhältnissen nicht gerecht. Flohn wies schon 1960 darauf hin, dass ein auf den Hadley-Vorstellungen aufgebautes Zirkulationsmodell mit den gemessenen meteorologischen Daten unvereinbar ist.
Die alleinige Wirkung der Corioliskraft, bei Abwesenheit anderer Einflüsse wie z. B. eines Druckgradienten, würde zu einer Bewegung in Inertialkreisen führen, bei denen eine anfangs äquatorwärtige Bewegung letztlich wieder in eine polwärtige umkehrt, wobei sich die Masse wieder dem Startpunkt der Bewegung nähert. Diese Bewegungsmuster finden sich in gleicher Weise im höherviskosen Wasser der Ozeane, wo sie leichter nachzuweisen sind.

#### Veranschaulichung an Modellen
Wegen der Bedeutung der Corioliskraft für die atmosphärische Zirkulation hat sie als Thema in den schulischen Unterricht Eingang gefunden, wobei seine Bedeutung in den deutschen Lehrplänen je nach Bundesland sehr unterschiedlich ist. In einer kritischen Untersuchung zu diesem Thema zeigte es sich, dass die Corioliskraft häufig sachlich falsch sowie methodisch-didaktisch ungeschickt unterrichtet wird. In den Schulbüchern werde die Corioliskraft nur sehr oberflächlich behandelt, und vielen Lehrenden sei sie eine „black-box“. Bei einer Befragung nannten die Geographielehrer als Hauptprobleme bei der unterrichtlichen Umsetzung der Corioliskraft neben den (unzureichenden) Vorkenntnissen der Schüler die Dreidimensionalität, die Rotationsbewegung und die Überlagerung verschiedener Geschwindigkeiten.
Zur Bewältigung der didaktischen Schwierigkeiten werden oft einfache veranschaulichende Experimente eingesetzt. Versuche mit einfachen Stiftlinien auf bewegten Pappscheiben oder einem rotierenden Globus, die sich in der Literatur und in einem Fall auch als obligatorischer Versuch in den Vorgaben eines Bundeslandes finden, sind jedoch abzulehnen, da die entstehenden gekrümmten Linien nur in jeweils einer Bewegungsrichtung der tatsächlichen Ablenkungsrichtung entsprechen. Zur qualitativen Demonstration des Coriolis-Effekts werden neben einem Versuch mit Wassertropfen auf einem Globus auch Drehscheibenexperimente angesehen, die mit zwei Kameras jeweils für das ruhende und das rotierende System verfolgt werden.

### Corioliskraft und Erdmagnetismus

Schraubenförmige Bewegung im äußeren Erdkern als Folge der Corioliskraft

Die auffällige Nähe der magnetischen Erdachse zur Rotationsachse der Erde hat die Annahme eines Einflusses der Rotation auf das Erdmagnetfeld nahegelegt. Nach den heutigen Modellvorstellungen der Magnetohydrodynamik resultiert dieses aus dem Zusammenwirken von Konvektions- und Induktionsvorgängen in elektrisch leitfähigem metallischen Material, das im äußeren Erdkern auf Grund von Temperaturgradienten in Strömung versetzt wird. Dadurch wird ein Magnetfeld induziert, so dass ähnlich wie beim dynamoelektrischen Prinzip durch positive Rückkopplung ein sich selbst erhaltender Dynamo („Geodynamo“) entsteht. Im Zusammenwirken mit anderen Kräften entwickeln sich unter dem Einfluss der Corioliskraft im äußeren Erdkern walzenförmige Strudel, wodurch ein dipolares Magnetfeld entstehen kann.

## Corioliskraft in der Astronomie
In der Astronomie spielt die Corioliskraft bei der Stabilität an den Lagrange-Punkten eine Rolle. In der kosmischen Konstellation eines eingeschränkten Dreikörperproblems ist die Masse eines Körpers gegenüber den beiden größeren vernachlässigbar, und deren Massenverhältnis untereinander beträgt mindestens 25:1. In dieser Anordnung heben sich an fünf Punkten im Umfeld der massenreichen Körper deren Gravitationskräfte auf: ein dortiger massearmer Körper bleibt gegenüber den beiden anderen in seiner Position.
Zwei dieser Punkte, gewöhnlich als {\displaystyle L_{4}} und {\displaystyle L_{5}} bezeichnet, bilden mit den großen Körpern ein gleichseitiges Dreieck. Vom Standpunkt eines rotierenden Bezugssystems, in dem die Körper in Ruhe liegen, wird die gemeinschaftliche Gravitation der Großkörper auf den Kleinkörper durch die Zentrifugalkraft im Sinne eines dynamischen Gleichgewichts kompensiert. Wird die Position des Kleinkörpers gestört, so dass er relativ zu den Großkörpern in Bewegung gerät, dann wird seine Bahn durch die Corioliskraft zu einer Umlaufbahn um den entsprechenden Lagrange-Punkt geformt, er bleibt also in dessen Nähe. Vom Standpunkt eines Inertialsystems rotieren die Lagrange-Punkte zusammen mit allen Körpern um das Baryzentrum des Dreikörper-Systems.
Beispiele für diesen Effekt sind die als Trojaner bezeichneten Asteroiden, die sich stabil auf den beiden Lagrange-Punkten der Jupiter-Bahn befinden.
Die Sonne rotiert an ihrem Äquator schneller (Umlaufzeit ~25,6 Tage) als an ihren Polen (~33,5 Tage). Eine Ursache dafür ist die durch radiale Konvektionsströmung hervorgerufene Corioliskraft.

## Corioliseffekt in der Molekülphysik
Ein Corioliseffekt tritt bei jedem gleichzeitig schwingenden und rotierenden mechanischem System auf. Damit wird er auch bei der Schwingungsspektroskopie mehratomiger Moleküle sichtbar, wo die Rotation des ganzen Moleküls die intramolekularen Valenz- und Deformationsschwingungen beeinflusst (Coriolis interaction). Anschaulich gesprochen wirkt im mitrotierenden Bezugssystem eine Corioliskraft senkrecht zur Drehachse des Moleküls und zur Richtung der Schwingungsbewegung. Es treten abhängig von der Molekülsymmetrie Coriolis-Kopplungen auf, die zu geringen Verschiebungen der Energieniveaus führen. Die entsprechenden Konstanten sind aus den Spektren zu berechnen.

## Corioliskraft in der Technik

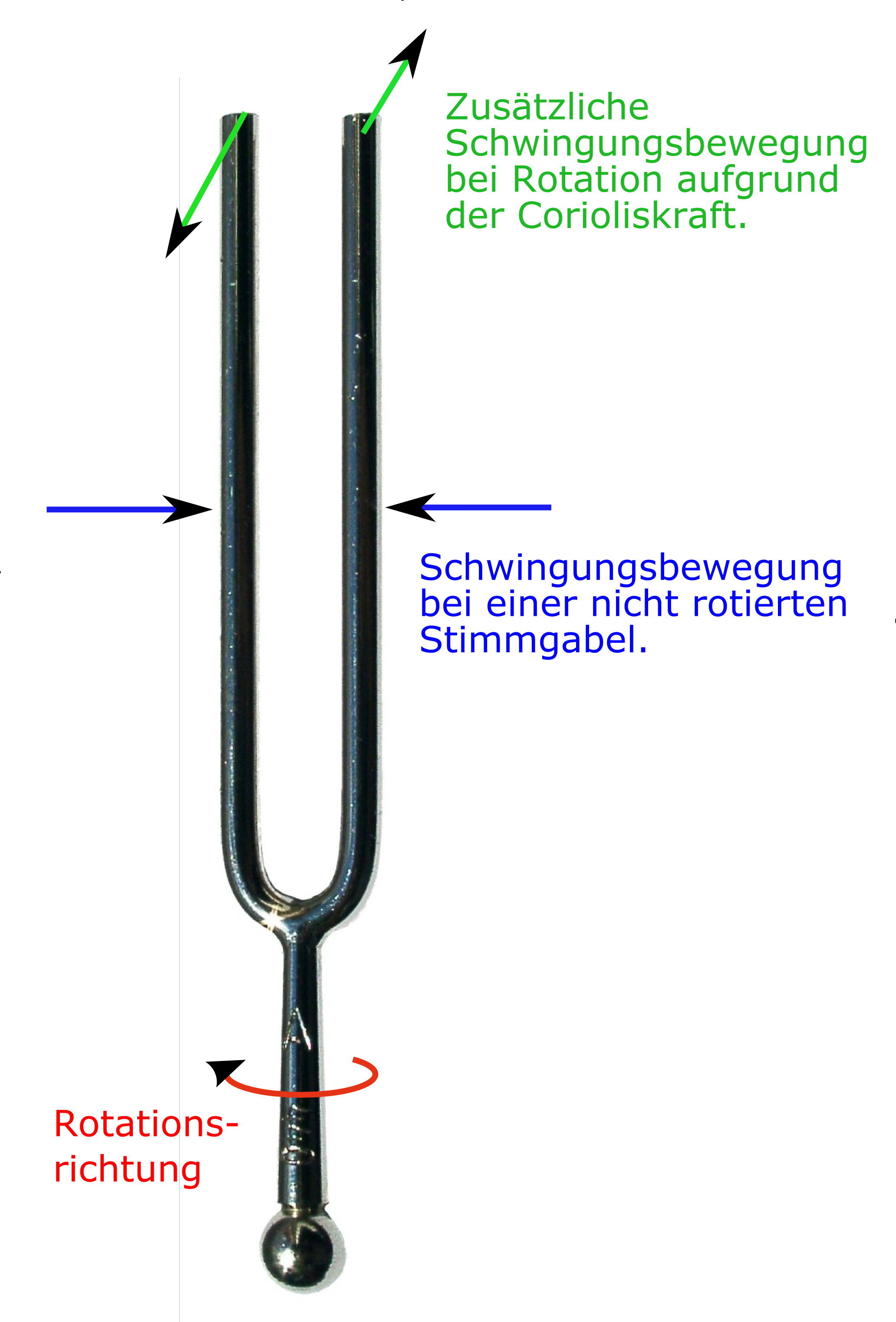
Prinzip eines Drehratensensors. Bei einer rotierten Stimmgabel bewegen sich die Zinken zusätzlich zur normalen Bewegung seitlich aneinander vorbei. Diese Bewegung beruht auf der Corioliskraft.

Corioliskräfte sind in der Technik dann von Bedeutung, wenn eine Drehbewegung von einer zweiten Bewegung „überlagert“ wird, und sind bei der Kraftregelung zu berücksichtigen. Dies ist beispielsweise bei einem Roboter der Fall, der sich dreht und gleichzeitig seinen Greifarm ausfährt.
- Wenn eine Last am Ausleger eines Krans nach innen oder außen fährt, während der Kran sich dreht, hängt sie aufgrund der Corioliskraft nicht senkrecht nach unten, sondern wird seitlich ausgelenkt. Wird die Last längs des Auslegers nach innen eingefahren, eilt sie der Drehung des Krans voraus.
- In der Getriebetechnik (Koppelgetriebe) und in der Robotik spielen die Corioliskräfte eine Rolle, da hier gleichzeitige Bewegungen entlang mehrerer Freiheitsgrade erfolgen. Benutzt man zur Vereinfachung der Beschreibung rotierende Bezugssysteme, treten für Bewegungen in diesen Bezugssystemen Corioliskräfte auf.
- Zur Messung des Massenstromes durchströmender Flüssigkeiten oder Gase verwendet man den Coriolis-Massendurchflussmesser. Das Messrohr wird in Schwingungen versetzt. Diese werden im Ein- und Auslauf gemessen und verglichen.[51] Bei der Corioliswaage wird vor allem Schüttgut durch die Messung der Änderung des benötigten Drehmoments eines Rotortellers vermessen.[52]
- Bei Kreiselpumpen wird das Medium vom meist axial gelegenen Ansaugkanal durch das Pumpenrad in Rotation versetzt und durch die Zentrifugalkraft nach außen zum Ausgang geschleudert. Dabei übt das Medium Corioliskräfte auf das Pumpenrad aus, wodurch sich ein Bremsmoment für den Antrieb ergibt. Die effektiv aufgewendete Energie der Pumpe ist also etwa proportional zum radial verlaufenden Massenstrom, dem Radius des Pumpenrades und der Drehzahl (Verwirbelungen, Rückströmungen und Reibung außer Acht gelassen).
- Einige Drehratensensoren zur Messung von Winkelgeschwindigkeiten nutzen die Corioliskraft in Form des sogenannten „Stimmgabelprinzips“,[53] das im nebenstehenden Bild erläutert wird. Aufgrund der Drehbewegung bewegen sich die Zinken der Stimmgabel nicht nur aufeinander zu, sondern sie führen zusätzlich seitliche Bewegungen zueinander aus, die durch die Corioliskraft verursacht werden. Die seitliche Auslenkung ist näherungsweise proportional zur Winkelgeschwindigkeit und kann beispielsweise durch eine kapazitive oder induktive Messung erfasst werden.[54]

## Forschungsgeschichte
Seit dem 16. Jahrhundert wurde bei der Diskussion des kopernikanischen Weltbildes über die mögliche Ablenkung von geradlinigen Bewegungen auf der Erde spekuliert, wobei der Fokus der Diskussion zunächst auf der Ablenkung von vertikalen Bewegungen lag. Die Anti-Kopernikaner bestritten die Eigenrotation der Erde unter anderem mit dem Argument, dass ein Körper beim freien Fall auf einer rotierenden Erde gegen die Erdrotation zurückbleiben müsse, also nach Westen abgelenkt würde. Bei Experimenten konnten jedoch keine Ablenkungen festgestellt werden. Galileo Galilei erkannte, dass sich beim freien Fall eine Ostablenkung zeigen müsste.
George Hadley konnte 1735 aus den je nach Breitenkreis unterschiedlichen Umdrehungsgeschwindigkeiten der Erde erstmals einen Grund für das konstante Vorkommen der subtropischen Passatwinde ableiten. Er gab keine Formel an, lieferte mit dem Modell der von der Erwärmung am Äquator getriebenen Zirkulation (Hadley-Zelle) aber auch eine erste Erklärung für großräumige horizontale Bewegungen auf der Erde.
Leonhard Euler versuchte 1750, die Bewegungsgleichungen im rotierenden Bezugssystem mathematisch abzuleiten. Er führte aber die Zeitableitung der Geschwindigkeit falsch aus und erzielte damit ein Ergebnis, das zwar mit Hadleys Vorstellung übereinstimmte, aber gegenüber der korrekten Formel um den Faktor 2 zu klein ist.
Pierre Simon de Laplace fand 1775 erstmals in den Formeln zur Bewegung auf einem rotierenden Himmelskörper den mathematisch korrekten Ausdruck für die ablenkende Kraft. Er ist damit der eigentliche „Entdecker“ des Coriolis-Effekts; jedoch ging er in der physikalischen Interpretation nicht über das Hadley-Modell hinaus.
Pionierarbeiten zur experimentellen Bestätigung der Abweichung von der Lotrichtung lieferten Giovanni Battista Guglielmini (1791) in Bologna, Johann Friedrich Benzenberg (1802) in der Hamburger Michaeliskirche und in einem Bergbau-Schacht im Ruhrgebiet sowie Ferdinand Reich (1832), ebenfalls in einem Bergwerk in Freiberg in Sachsen. Trotz starker Streuung stimmten die Resultate von Benzenbergs Versuchen im Mittel mit den Werten, die Laplace und Gauß berechnet hatten, in etwa überein. Eine zusätzlich auftretende Südabweichung wurde bereits Mitte des 19. Jahrhunderts in verschiedenen Versuchen festgestellt. Als erste zuverlässige experimentelle Bestätigung wurde die horizontale Ablenkung des Pendels durch Léon Foucault (1851) angesehen.

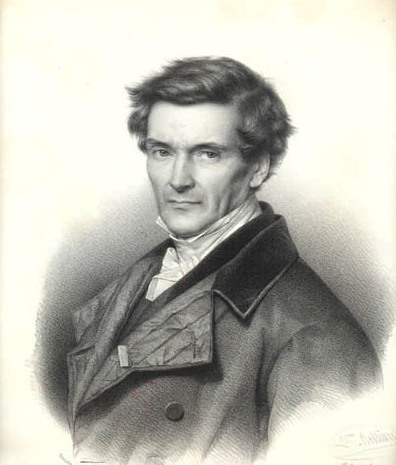
Gaspard Gustave de Coriolis (1792–1843)

Gustave Coriolis analysierte 1835 die Bewegung von Maschinenteilen, die sich relativ zu einer Rotation bewegen. Dabei fand er durch Überlegungen wie im Abschnitt Coriolisbeschleunigung bei Kreisbewegung um die Drehachse herum, dass sich die gesamte Trägheitskraft aus der Zentrifugalkraft und einer weiteren, „zusammengesetzten“ Zentrifugalkraft, die eine Ablenkung bewirkt, zusammensetzt. Siméon Denis Poisson berechnete daraufhin 1838 die Ablenkung von Artilleriegeschossen.
William Ferrel betonte 1858, dass im Gegensatz zu den Vorstellungen von George Hadley Luftströmungen zu jeder Himmelsrichtung auf der Nordhalbkugel nach rechts (Südhalbkugel nach links) abgelenkt werden. Ferrel erkannte als Erster die Bewegung auf Inertialkreisen und die Abhängigkeit ihrer Größe sowohl von der Geschwindigkeit der Bewegung als auch von der Breitenlage.
Adolf Sprung begründete 1879 die Ablenkung von breitenkreisparallelen Bewegungen. Er übertrug die für eine rotierende ebene Scheibe geltenden mathematischen Ableitungen auf das System einer parabolisch geformten Fläche, bei welcher der Einfluss der Zentrifugalkraft kompensiert werden kann, sodass der Coriolis-Effekt einer isolierten Betrachtung zugänglich wird. Persson vertritt die Ansicht, dass auch Newton diese Lösung mit seinen Möglichkeiten hätte finden können.
In den 1850er Jahren rückte die Erde als rotierendes System ins Blickfeld der Forschung. Der Naturforscher Karl Ernst von Baer postulierte als „allgemeines Gesetz“, dass die Täler der großen Tieflandsströme auf der Nordhemisphäre als Ergebnis der Corioliskraft mehrheitlich ein steileres rechtes und ein flacheres linkes Ufer besäßen. Allerdings beschränkte er die Begründung ausdrücklich auf Flüsse in meridionaler Richtung; offensichtlich vorhandene Flussabschnitte mit steilerem linken Ufer erklärte er mit der Wirksamkeit anderer Faktoren. Diese Theorie war unter Geowissenschaftlern allerdings stark umstritten und wurde besonders in den 1920er Jahren in meteorologischen und geowissenschaftlichen Zeitschriften sehr kontrovers diskutiert. Einerseits wurde die geringe Größe der Corioliskraft ins Feld geführt, andererseits auf die langen Zeiträume der Wirksamkeit verwiesen. Eine Ursache der Kontroverse lag auch in der unklaren begrifflichen Trennung zwischen Corioliskraft und „ablenkender Kraft der Erdrotation“, die von manchen Autoren weiter gefasst wurde. Ein statistisch valider Beleg für eine größere Häufigkeit rechtsseitig versteilter Täler auf der Nordhemisphäre wurde weder von Baer noch von anderen Autoren vorgelegt. Die Talasymmetrie wurde erst ab der Mitte des 20. Jahrhunderts systematisch geomorphologisch erforscht und als multikausal begriffen, wobei geologische, tektonische und klimatische Faktoren zusammenwirken. In neueren Werken zur Geomorphologie und Geologie spielt das „Baersche Gesetz“ keine Rolle mehr.
Mit dem Fließverhalten ist das Problem der Mäanderbildung von Flüssen eng verknüpft. Albert Einstein wies mit einer qualitativen Darlegung auf die Rolle der Corioliskraft, zusätzlich zur Zentrifugalkraft, bei der Bildung von Flussmäandern hin („Teetasseneffekt“), ohne das quantitative Verhältnis der beteiligten Kräfte zu diskutieren.
Die Überlegung, dass die Bewegung von Eisenbahnen durch die Corioliskraft beeinflusst wird und bei Gleisen, die nur in einer Richtung befahren werden, zu verstärkter einseitiger Abnutzung führen könnte, stammt von Braschman (1861) und wurde lange Zeit in zahlreichen Lehrbüchern im Sinne einer gegebenen Tatsache dargestellt; ein Beleg dafür durch eine technische Publikation ist nicht bekannt. Helmut Vogel weist darauf hin, dass kleinste Unregelmäßigkeiten der Gleisführung in der Größenordnung von 0,1 mm einen weit größeren Effekt auf die Asymmetrie der Abnutzung haben.
Die Erfahrungen, die Fridtjof Nansen bei seiner Fram-Expedition (1893–1896) in der Arktis gemacht hatte, führte ihn zu der Vermutung, dass der Verlauf der driftenden Strömung von der Erdrotation beeinflusst wird. Die daraufhin von Vagn Walfrid Ekman ausgearbeiteten Gedanken führten zur Entdeckung der Ekman-Spirale.
Die Bezeichnung „Corioliskraft“ ist erst seit den 1920er Jahren gebräuchlich, vorher war „ablenkende Kraft“ eine übliche Bezeichnung.